# Klipphausen
Klipphausen is een gemeente en plaats in de Duitse deelstaat Saksen, en maakt deel uit van de Landkreis Meißen.
Klipphausen telde, op de peildatum van de meest recente statistiek, 10.336 inwoners.
Klipphausen is vanaf 1990 gegroeid en is een uit 43 Ortsteile, meest kleine boeren- en forensendorpen, bestaande fusiegemeente. Het gemeentebestuur zetelt in het dorp Klipphausen, in een gedeelte van het plaatselijke kasteel.

## Plaatsen in de gemeente

Ortsteile in de gemeente Klipphausen

Volgens artikel 16, lid 1 van haar per 6 april 2021 voor het laatst gewijzigde Hauptsatzung, (hoofdgemeenteverordening) bestaat de gemeente Klipphausen uit 6 Ortschaften met in totaal 43 Ortsteile:
1. Gauernitz:
- Constappel
- Gauernitz
- Pinkowitz
- Wildberg

2. Klipphausen:
- Hühndorf
- Kleinschönberg
- Klipphausen
- Lampersdorf
- Lotzen
- Röhrsdorf
- Sachsdorf
- Sora
- Weistropp

3. Scharfenberg:
- Batzdorf
- Bockwen
- Naustadt
- Pegenau
- Polenz
- Reichenbach
- Reppina
- Riemsdorf
- Scharfenberg
- Spittewitz

4. Tanneberg:
- Perne
- Rothschönberg
- Burkhardswalde
- Schmiedewalde
- Groitzsch

5. Miltitz:
- Garsebach
- Miltitz
- Munzig (oorspronkelijk Obermunzig (noord) en Niedermunzig (zuid))
- Robschütz
- Roitzschen
- Semmelsberg

6. Taubenheim:
- Ullendorf
- Seeligstadt
- Piskowitz
- Kettewitz
- Kobitzsch
- Sönitz
- Taubenheim
- Weitzschen.

## Geografie en infrastructuur

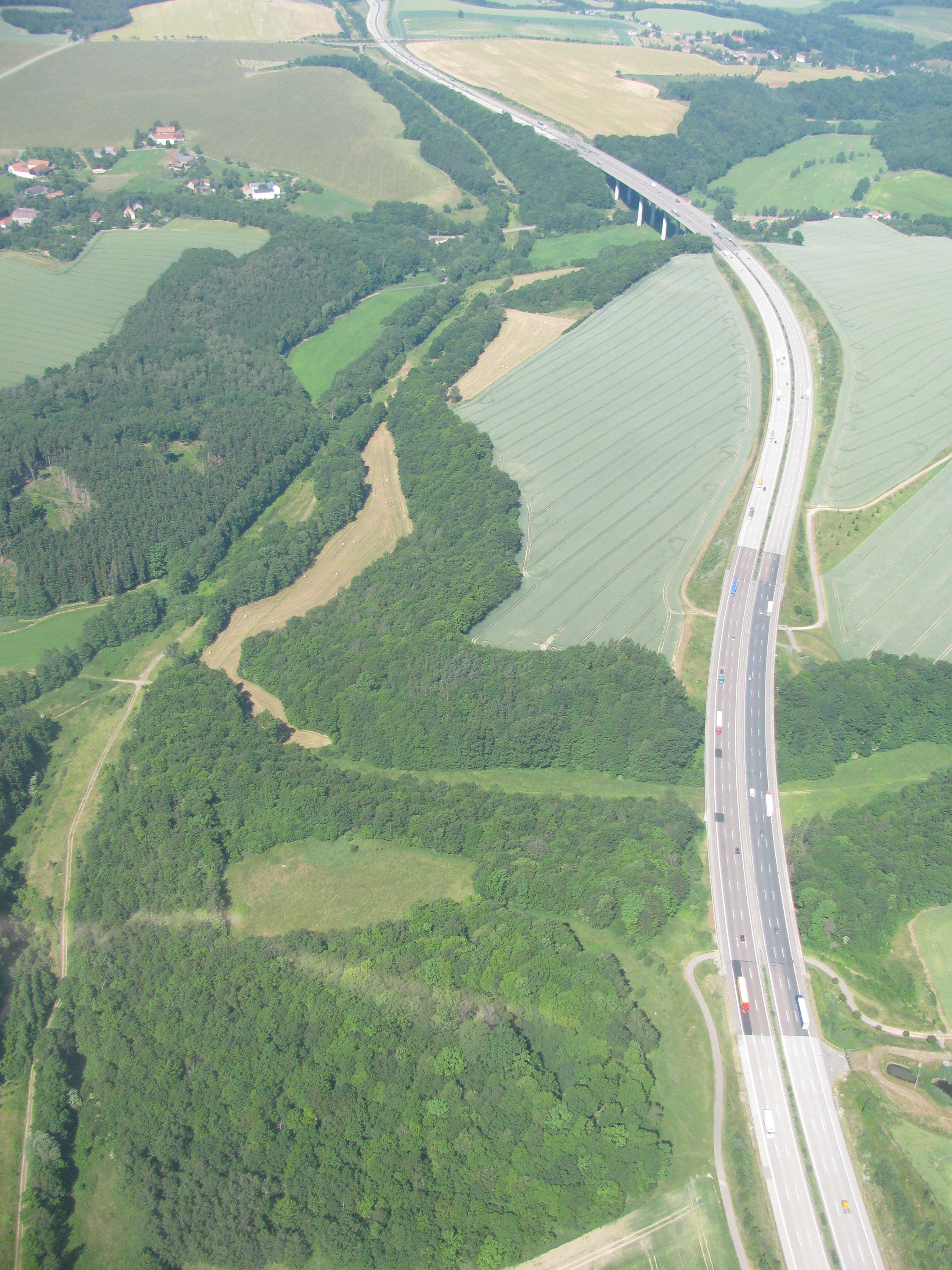
Autobahn A 4 na de verlegging bij Tanneberg 1996-1999, foto uit 2011; het oude tracé is nog herkenbaar
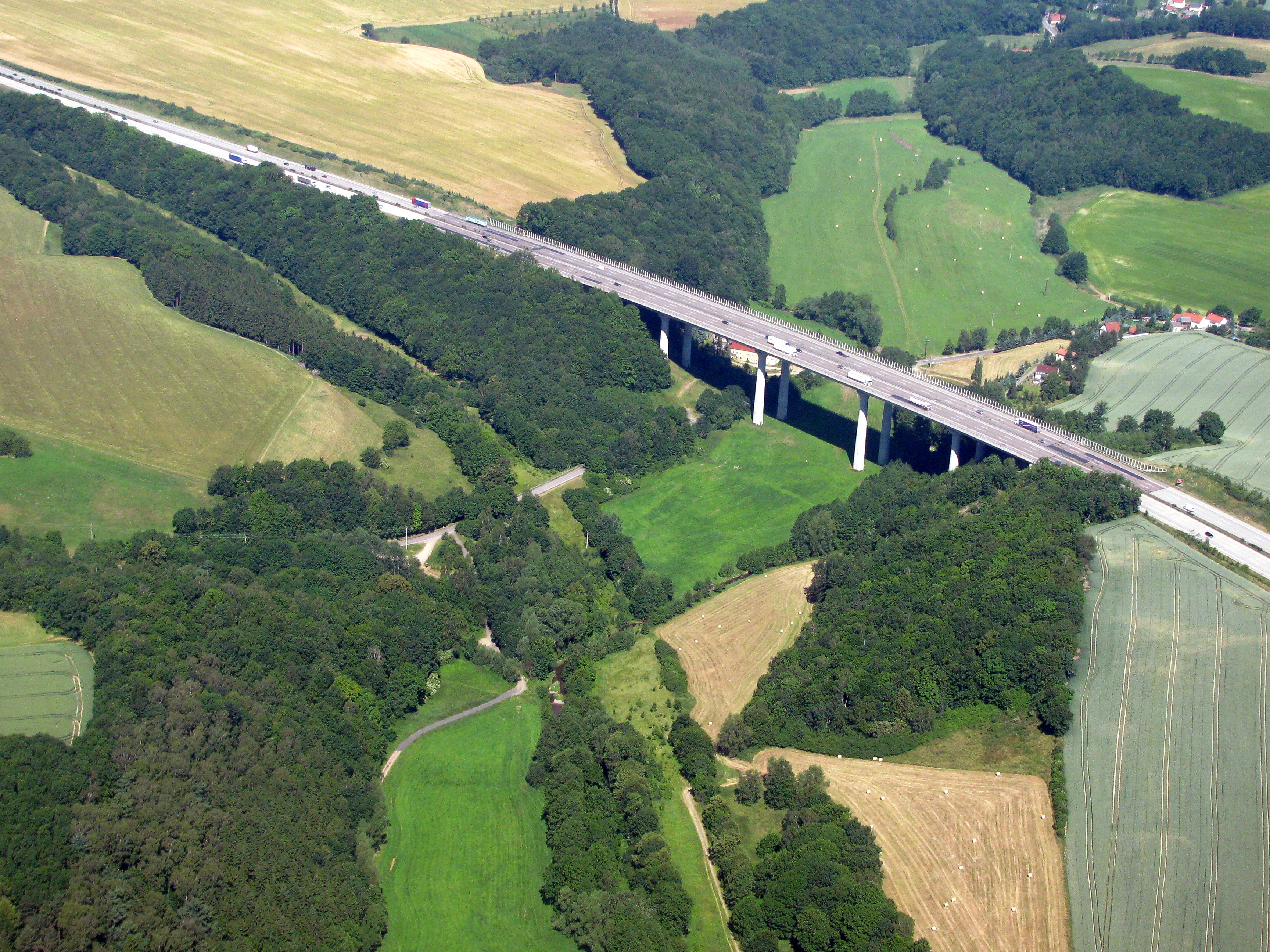
Moderne brug in de A 4 over het dal van de Triebisch
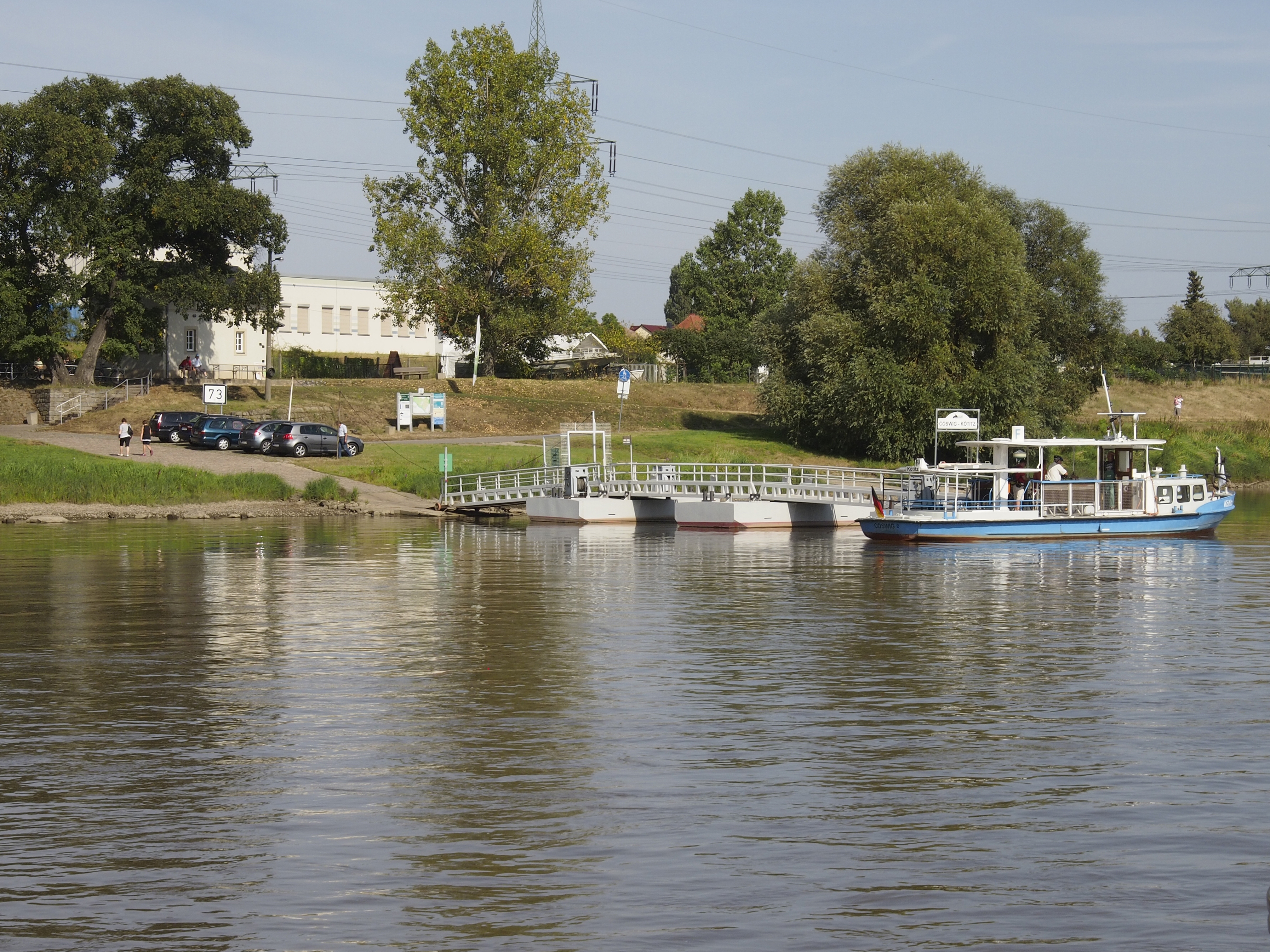
Veerpont Gauernitz-Kötitz
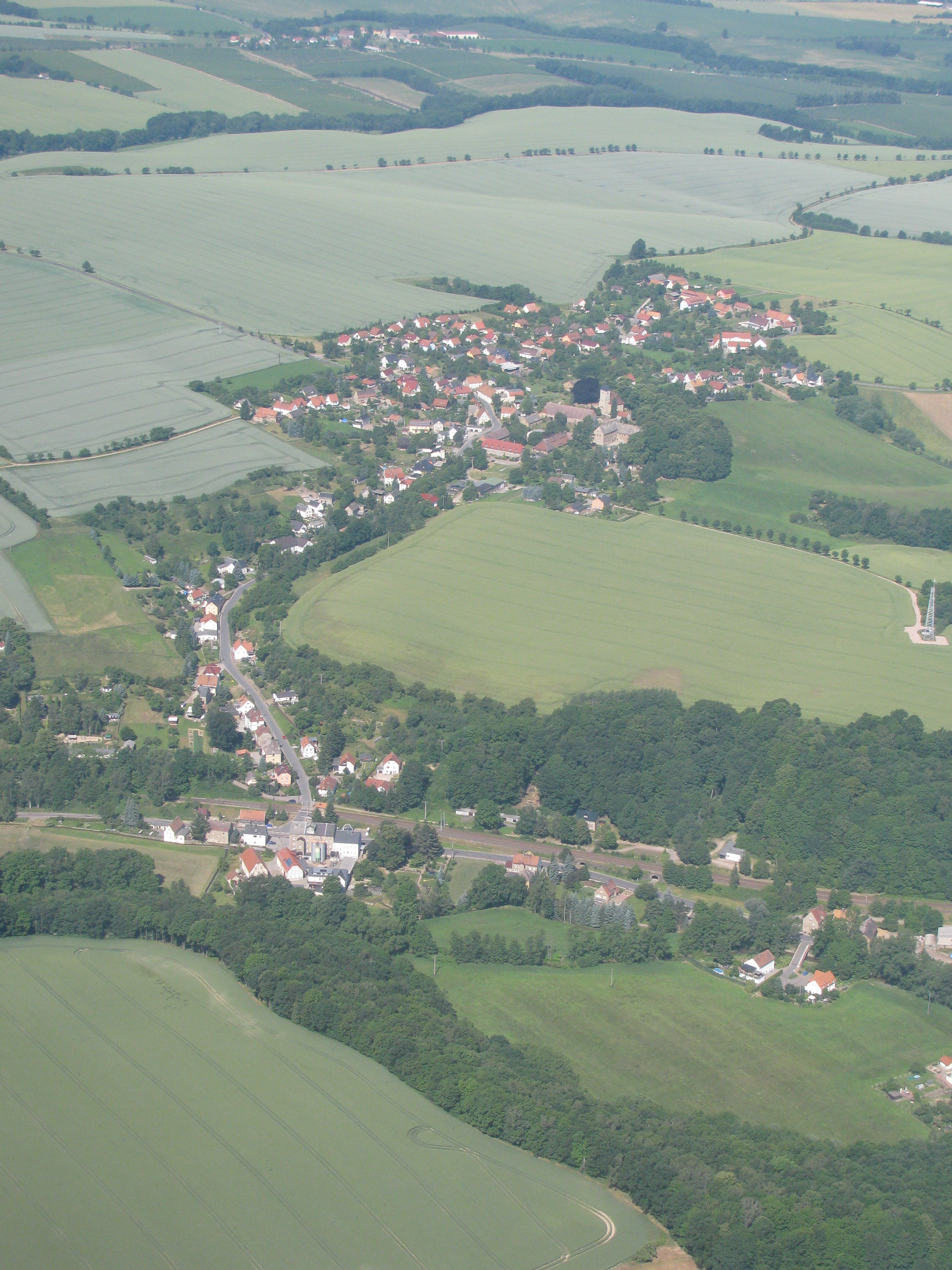
Gezicht op het dorp Miltitz vanuit de lucht. Op de voorgrond het spoorlijntje.
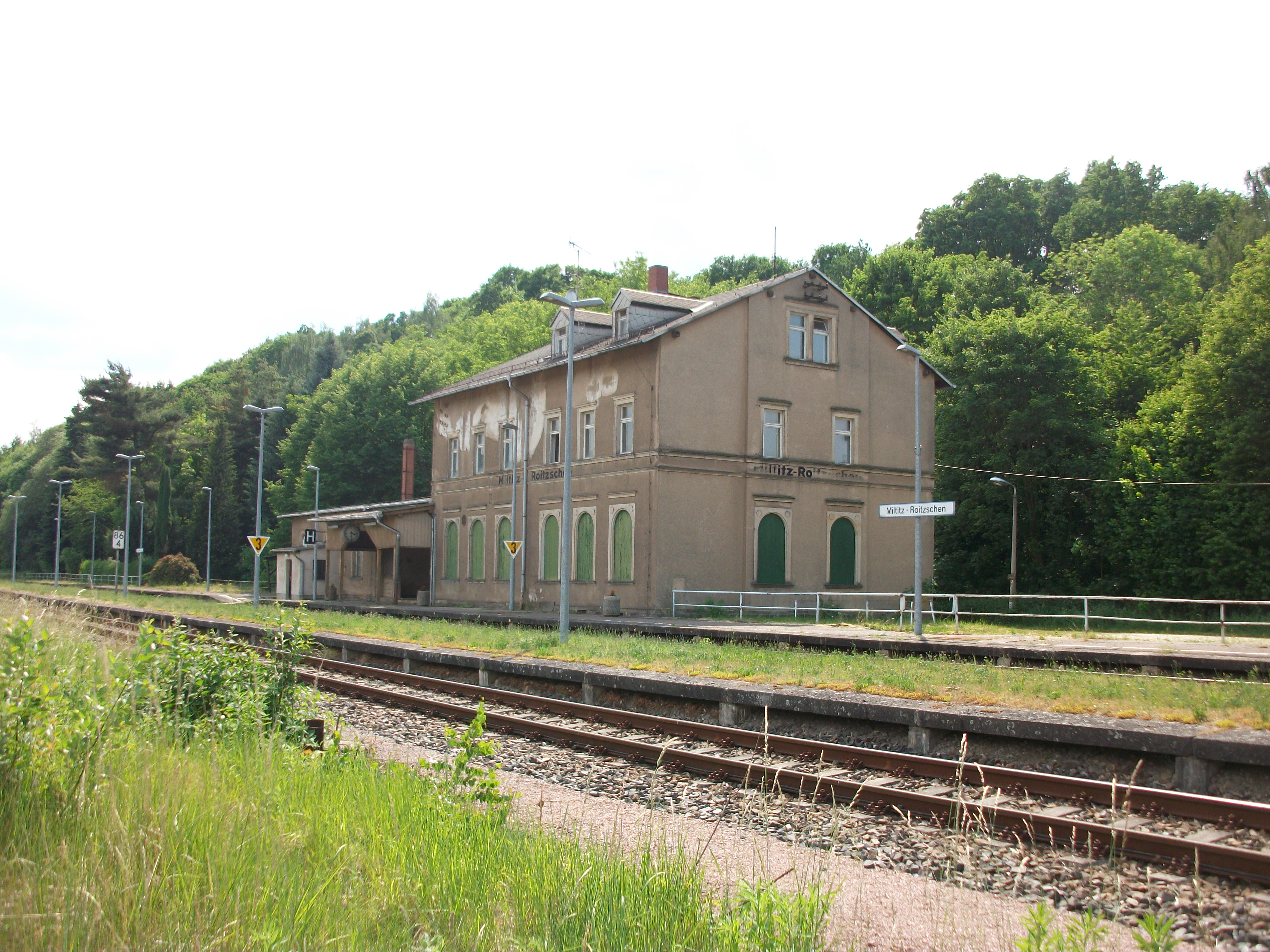
Stationnetje Miltitz-Roitzschen

De gemeente ligt aan de middenloop en aan de zuidwestelijke (linker) oever van de rivier de Elbe, in een heuvelachtig gebied (120-320 meter boven zeeniveau). Door Klipphausen loopt een aantal beken, waarvan de Triebisch, een 37 km lange, niet bevaarbare zijbeek van de Elbe, de belangrijkste is. Deze wateren zijn alleen van belang voor de waterhuishouding en vanwege hun ecologische waarde. Het landschap is, met uitzondering van stroken vlak langs de beken, arm aan bos; de grond is op veel plekken met een laag löss bedekt, en dus vruchtbaar, en reeds eeuwenlang voor de landbouw in gebruik.
Van west naar oost loopt de Autobahn A 4 door de gemeente. Afrit 77a van deze Autobahn Wilsdruff ligt 1 km ten zuiden van het dorp Klipphausen. Niet ver ten westen van het dorp Rothschönberg splitst de Autobahn A 14 op Dreieck Nossen af van de A4.
Langs de Elbe loopt de Bundesstraße 6 door de gemeente. Gauernitz is door een veer over de Elbe verbonden met Kötitz, een stadsdeel van Coswig.
Miltitz en Roitzschen liggen aan een spoorlijntje, dat van Deutschenbora bij Nossen noordoostwaarts naar de stad Meißen loopt en vandaar zuidoostwaarts naar Coswig, Radebeul en de stad Dresden. De twee dorpen hebben een gemeenschappelijk stationnetje Miltitz-Roitzschen. Sinds 2015 is het treinverkeer op deze lijn stilgelegd. Er reden dagelijks te weinig passagiers mee, soms niet meer dan dertien; de kaartverkoop dekte de kosten dus niet. Tussen 2025 en 2031 moet de lijn voor goederenvervoer weer opengaan, om een olieterminal bij Nossen van een railverbinding met de havens aan de Elbe te voorzien. Of op deze lijn ook weer reizigerstreinen gaan rijden, staat nog ter discussie. 
Vooralsnog zijn openbaar-vervoerreizigers in de gehele gemeente Klipphausen op busvervoer aangewezen. Het dorp Klipphausen heeft een streekbusverbinding met de steden Meißen en Dresden.

### Naburige gemeenten
- In het noordwesten:Käbschütztal
- In het noorden: Meißen
- In het noordoosten: Coswig
- In het westen: Nossen
- In het oosten: Radebeul en enkele wijken van Dresden
- In het zuidwesten: Reinsberg
- In het zuiden: Wilsdruff
- In het zuidoosten: Dresden

## Economie
De gemeente beschikt over een modern bedrijventerrein tussen de A 4 en Klipphausen. Hier is vooral lokaal midden- en kleinbedrijf gevestigd, zoals een garagebedrijf en een bouwmarkt. Ook elders zijn in totaal drie kleine bedrijventerreinen. Twee daarvan zijn ontwikkeld door de stallen en schuren van zeer grote, uit de DDR--periode daterende, voormalige boerderijen een andere bestemming te geven. 
De vele kastelen en watermolens, waarin horecagelegenheden en culturele centra zijn gevestigd, en het gevarieerde natuurschoon, waar veel gedaan wordt om wandel- en fietstochten mogelijk te maken, dragen bij tot een in betekenis groeiend toerisme in de gemeente Klipphausen. 
De betekenis van de landbouw daarentegen neemt af. Een steengroeve bevindt zich nog te Kleinschönberg, en een zand- en grindgroeve bij Piskowitz. 
De politie van de deelstaat Saksen heeft haar trainingscentrum voor politiehonden te Naustadt.
De gemeente huisvest verder velen, die een werkkring in de stad Dresden en in andere buurgemeentes hebben.

## Geschiedenis

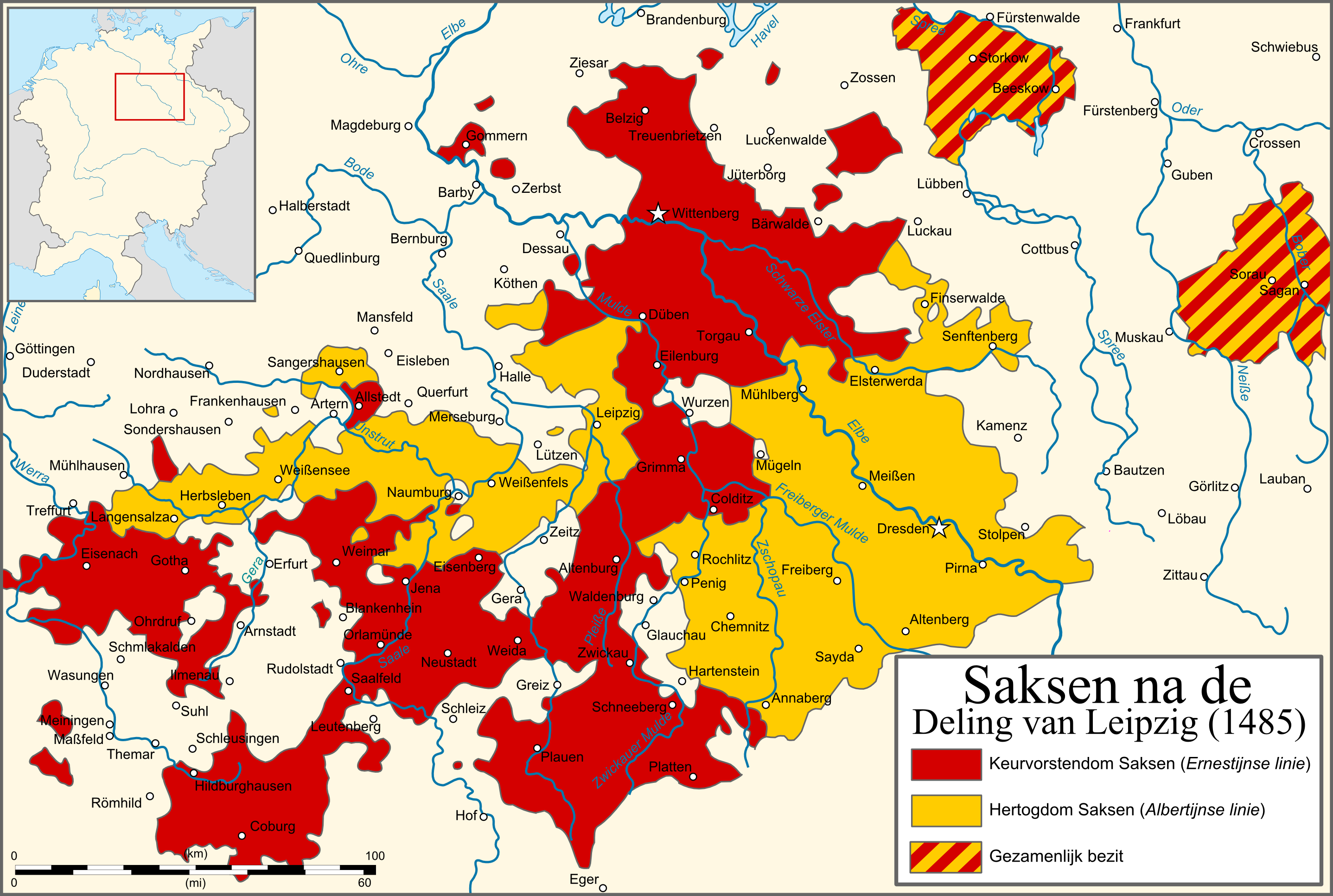
Deling van Saksen (1485)
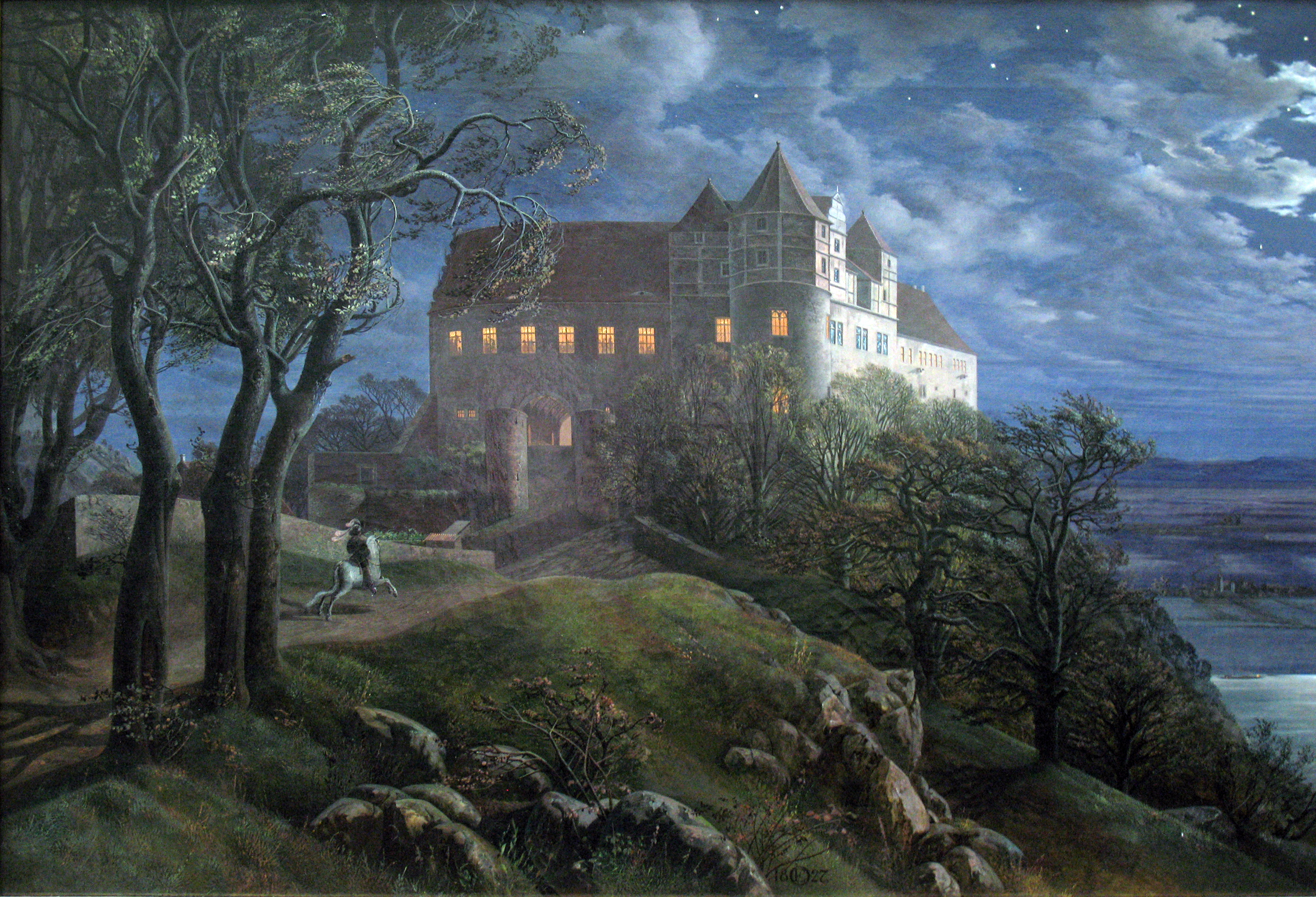
Kasteel Scharfenberg, schilderij uit 1827 door Ernst Ferdinand Oehme
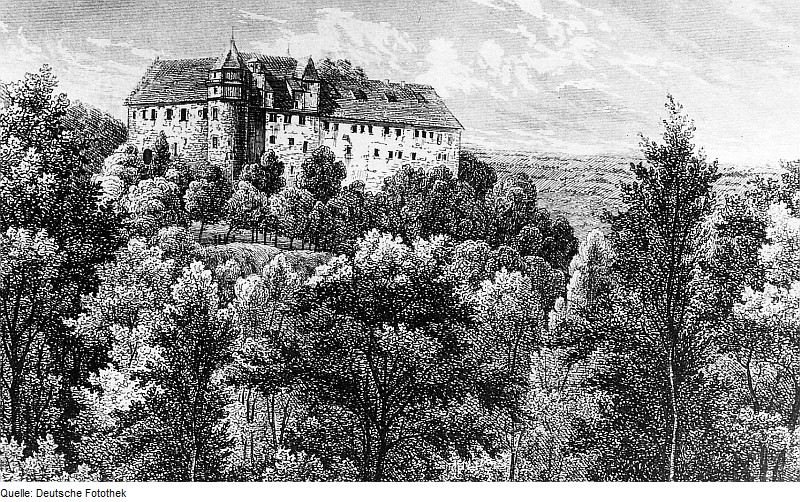
Kasteel Scharfenberg (prent, ca. 1840)
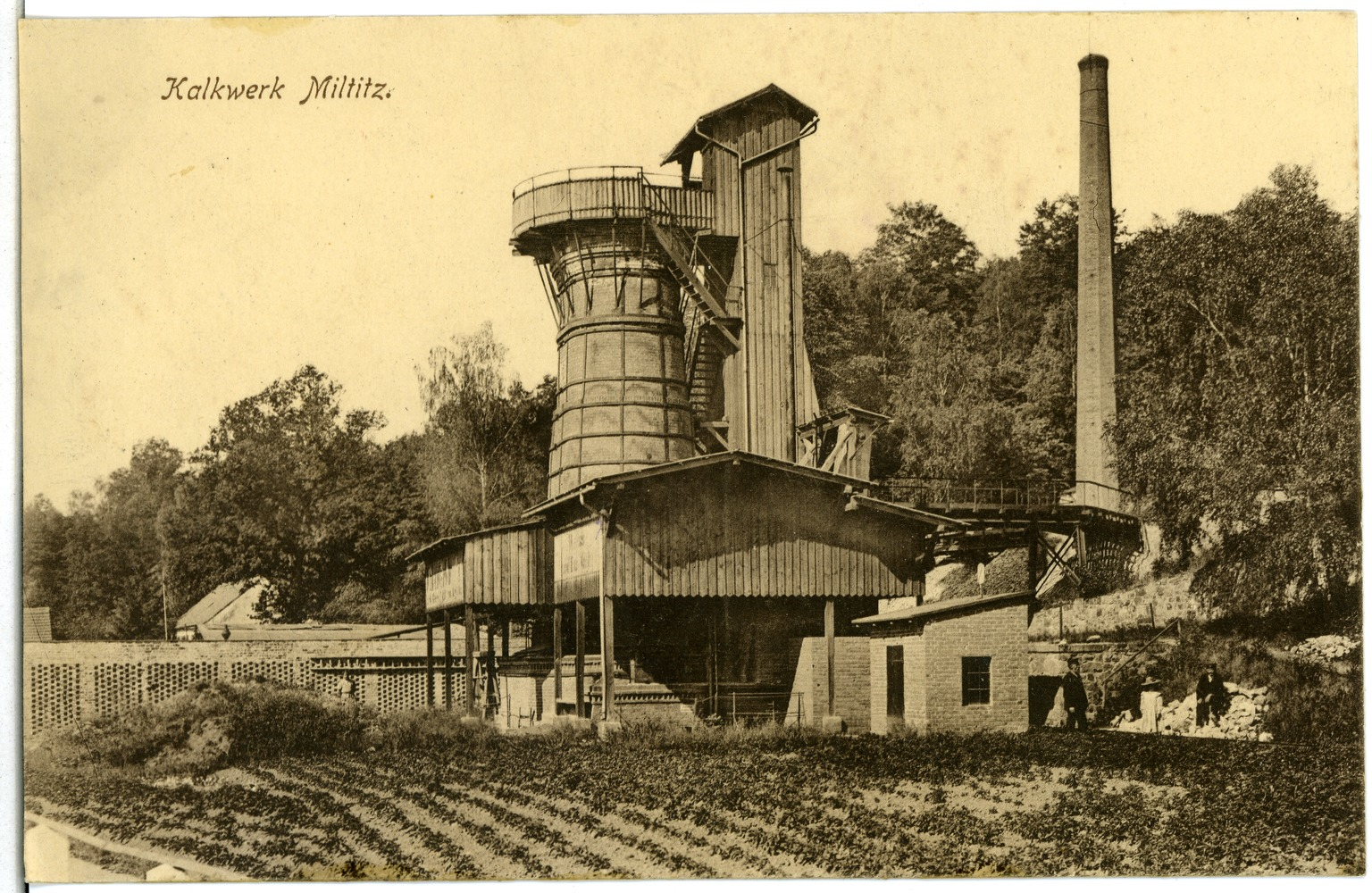
Kalksteengroeve bij Miltitz, 1903
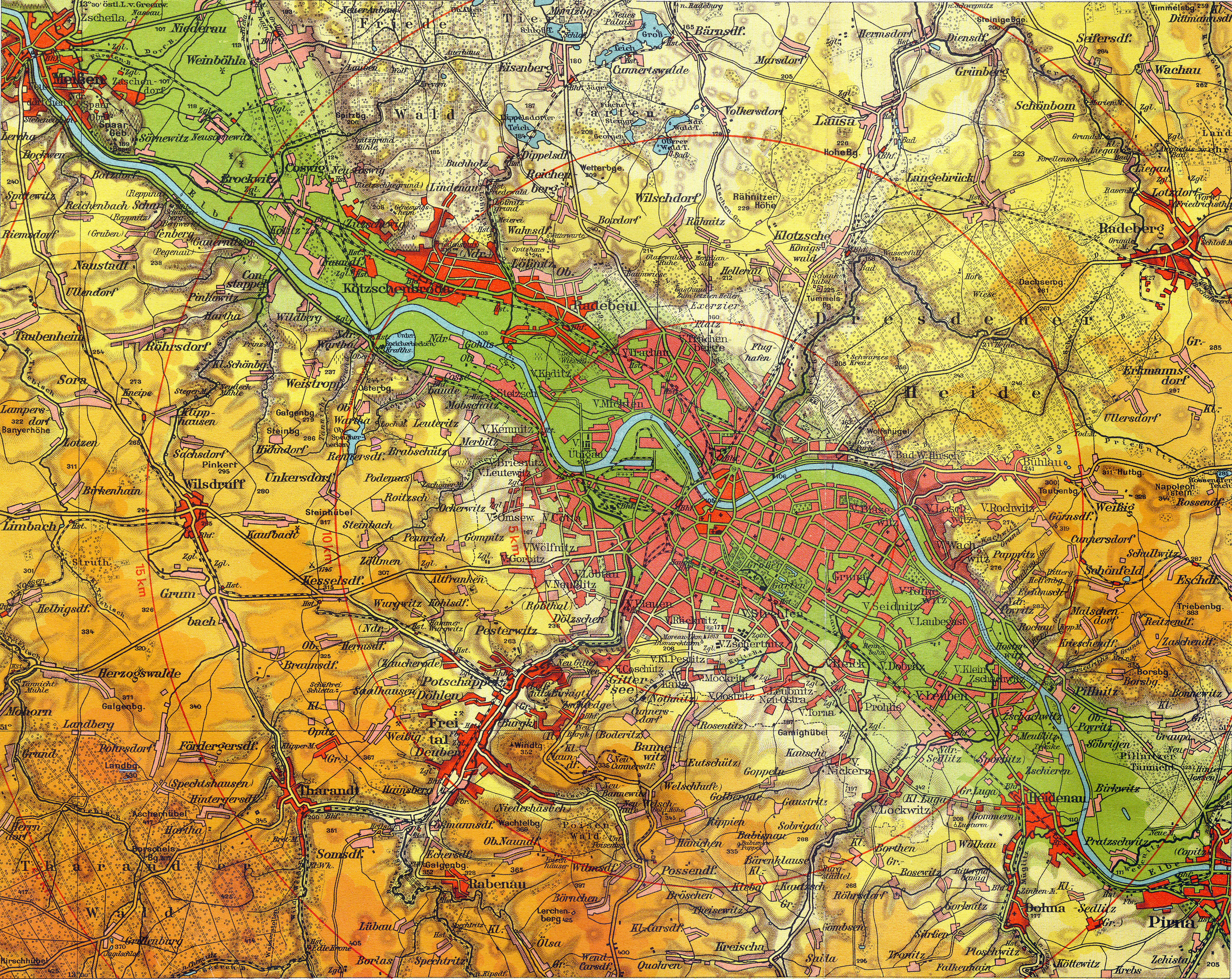
Kaart uit schoolatlas Dresden en omgeving, ca. 1930; linksboven Klipphausen e.o.
Gemeente-indeling van het huidige Klipphausen in 1990
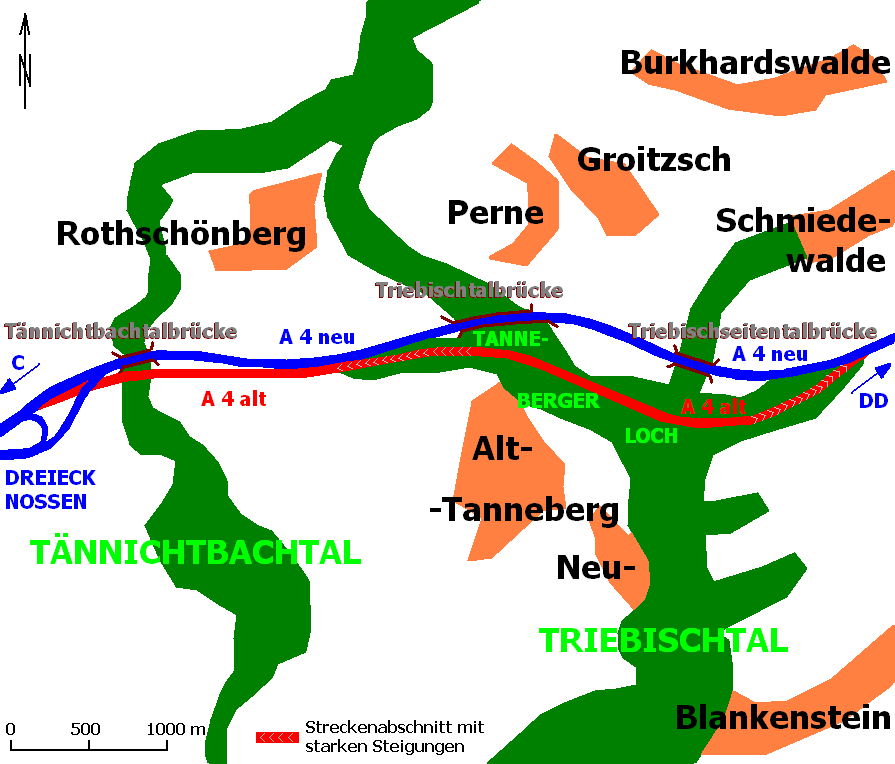
Verlegging Autobahn A 4 in 1996-1999

De meeste dorpen in de gemeente Klipphausen ontstonden in de middeleeuwen rondom een kerkje of kasteel. Het gebied maakte deel uit van het Markgraafschap Meißen en later van drie opeenvolgende  Keurvorstendommen Saksen. Reeds vanaf de late Middeleeuwen ontstond nijverheid en mijnbouw; de beken in het gebied konden watermolens aandrijven, die allerlei bedrijfjes van energie voorzagen. En de grond bevatte mineralen voor allerlei toepassingen, zelfs de productie van porselein vanaf de 18e eeuw.
De Reformatie in de 16e eeuw had tot gevolg, dat de streek overging tot het protestantisme. Tot op de huidige dag zijn de meeste christenen in de gemeente evangelisch-luthers. Tenzij anders vermeld, zijn de in dit artikel genoemde kerkgebouwen eveneens evangelisch-luthers. 
Belangrijk in de cultuurgeschiedenis van de streek was kasteel Scharfenberg bij Miltitz. Dit bestond reeds in de 9e eeuw en werd in 1227 in een document vermeld. Het werd van 1403 tot 1941 bewoond door leden van een invloedrijk adellijk geslacht, dat van de  Heren van Miltitz. In de Dertigjarige Oorlog werd het kasteel verwoest, en in 1654 herbouwd tot het nu nog bestaande gebouwencomplex. In de late 18e en vroege 19e eeuw waren vier kastelen in deze streek, waaronder Scharfenberg, belangrijke ontmoetingsplaatsen van niet alleen lokale aristocraten, maar ook beroemde schrijvers, dichters, filosofen en beeldend kunstenaars, veelal van de kunstrichting Romantiek.
De gemeente ligt niet ver ten noorden van het Ertsgebergte. Hier en daar is vanaf de 16e tot en met de eerste helft van de 20e eeuw mijnbouw bedreven. Zo werden van 1710 tot 1856 in kleine mijnen bij Weitzschen verschillende soorten erts opgedolven, van 1710-1744 zelfs een kleine hoeveelheid zilvererts. Ook de winning van peksteen bij Garsebach is vermeldenswaard.
In de Tweede Wereldoorlog richtten de nazi-heersers van Nazi-Duitsland een werkkamp voor dwangarbeiders in in de kalksteengroeve van Miltitz. Onder onmenselijke omstandigheden moesten dezen een ondergrondse benzinefabriek bouwen, die echter niet meer gereedkwam. Ten minste 17 mensen kwamen om door martelingen, uitputting of ziektes. Om hen te gedenken, werd in de DDR-tijd een gedenkteken opgericht.
Van 1949 tot 1990 lag het hier beschreven gebied in de DDR.
Vanaf de Duitse hereniging werd binnen de deelstaat Saksen gestreefd naar meer efficiënt bestuur op plaatselijk niveau. Er volgden diverse gemeentelijke herindelingen, waardoor kleine gemeentes in grotere opgingen. De laatste gemeentelijke fusie was die van medio 2012, waarbij in de toen al bestaande, maar kleinere gemeente Klipphausen de gemeente Triebischtal opging.
In 1996-1999 werd bij Tanneberg een groot infrastructureel project uitgevoerd. De in 1937 voltooide Reichsautobahn, de A 4, werd om uiteenlopende redenen verlegd, en er werd een nieuwe Talbrücke over het dal van de Triebisch gelegd.

## Bezienswaardigheden
- In de gemeente staan verscheidene kastelen en landhuizen. Enkele daarvan zijn door een fraai park of door kasteeltuinen omgeven.
  - Kasteel Batzdorf[5] is in gebruik voor allerlei culturele evenementen, waaronder concerten, ballet- en toneelvoorstellingen, exposities enz. Een deel van het kasteel is bewoond door kunstenaars in uiteenlopende disciplines, die er ook een atelier of studio hebben, soms eigenhandig gebouwd.
  - Kasteel Schloss Rothschönberg is een gemeentelijk, cultureel centrum, dat aan het lokale verenigingsleven ter beschikking staat. In het kasteel is een bescheiden museum gevestigd, dat in de zomermaanden op zondagmiddagen geopend is. Verder kan alleen de tuin om het kasteel heen worden bezocht.
  - Kasteel Scharfenberg is in gebruik als hotel-restaurant en locatie voor grote feesten en partijen. Een gedeelte ervan kan in het kader van speciale, van tevoren te boeken, evenementen worden bezichtigd. Het kasteel staat aan de B6, vlakbij de Elbe, ten noordoosten van het dorp Scharfenberg.
  - Eigenlijk geen kasteel, maar een grote, stenen, 14e-eeuwse boerderij met een torentje is Steingut Burkhardswalde, bij het gelijknamige dorp. Het gebouw is in 2015 gerestaureerd en staat ter beschikking van het plaatselijke verenigingsleven.
- Een aantal dorpen in de gemeente Klipphausen bezit een historische dorpskerk, in enkele gevallen reeds gebouwd vóór de 17e eeuw.
- Diverse natuurgebieden liggen gedeeltelijk op het grondgebied van de gemeente. In sommige van deze gebieden kan men fraaie, ook meerdaagse, wandel- en fietstochten ondernemen. De langeafstands-fietsroute Elberadweg, langs de Elbe, doet Klipphausen niet aan, maar wel de langeafstands-wandelroute Nationaler Fernwanderweg Ostsee-Saaletalsperren.
  - In een natuurreservaat langs de Elbe, waar o.a. bevers voorkomen, ligt een 6½ hectare groot eilandje in die rivier, de Gauernitzer Elbinsel.
  - Bij Garsebach ligt een gebied met de bijnaam Garsebacher Schweiz. Hier verheft zich de rots Pechsteinklippen boven het dal van de Triebisch. Deze is niet al te moeilijk te beklimmen, en is een populair uitzichtpunt. De bekendere rots Götterfelsen ligt iets verder noordoostelijk, juist over de grens met de gemeente Meißen. Hier bevindt zich een 3½ km lange mijngang, waar in met name de 19e eeuw veel peksteen is gedolven, in toentertijd één van de rijkste peksteenmijnen ter wereld.
- Een streekmuseum bevindt zich in Scharfenberg.
- Historische oude watermolens staan onder andere te Klipphausen-dorp, Semmelsberg (Preiskermühle) en Gauernitz (Schulzemühle). De beide laatste molens zijn nog maalvaardig, liggen aan wandelroutes en kunnen in beperkte mate worden bezichtigd. Enkele molens huisvesten een restaurant of café.
- In de gemeente zijn nog sporen van vroegere mijnbouw aanwezig:
  - De Rothschönberger Stolln bij het dorp Rothschönberg is een 13,9 km lange voormalige waterafvoertunnel van mijnen bij Freiberg. Alleen de uitgang van de tunnel is vanaf een wandelpad te zien. De andere uitgang van deze mijntunnel ligt bij Halsbrücke.
  - De van 1571 tot kort na de Tweede Wereldoorlog geëxploiteerde kalksteengroeve bij Miltitz is in de lente en zomer sinds 2021 's middags in het kader van rondleidingen te bezichtigen. Een deel van de ondergrondse gangen staat onder water; hier kan men de duiksport beoefenen.
- Het dorp Niedermunzig beschikt over een fraai gelegen openluchtzwembad, waar men in bronwater kan zwemmen (het Jahnbad).

## Afbeeldingen

### Kastelen en landhuizen

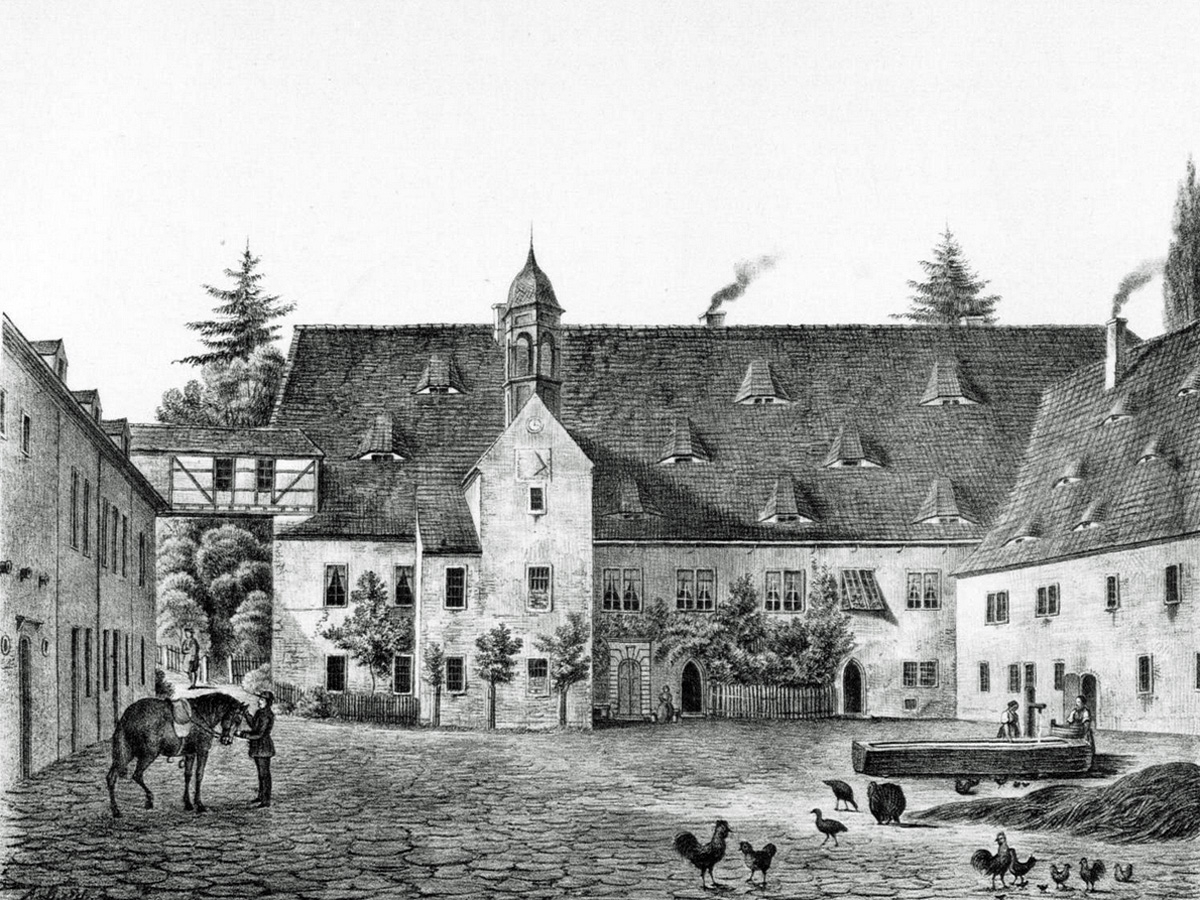
Kasteel Klipphausen (bouwjaar omstreeks 1528; prent uit ca. 1850)
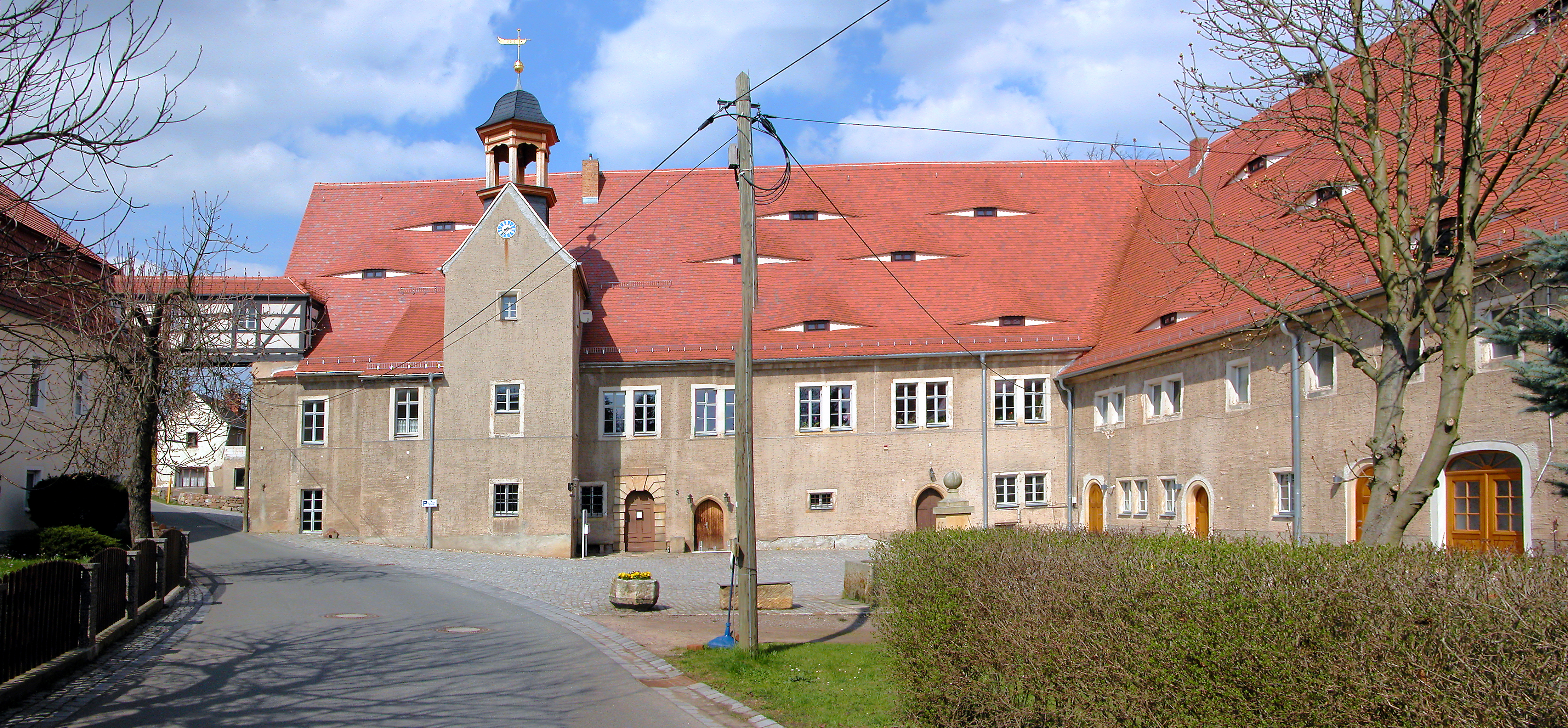
Idem, 2012
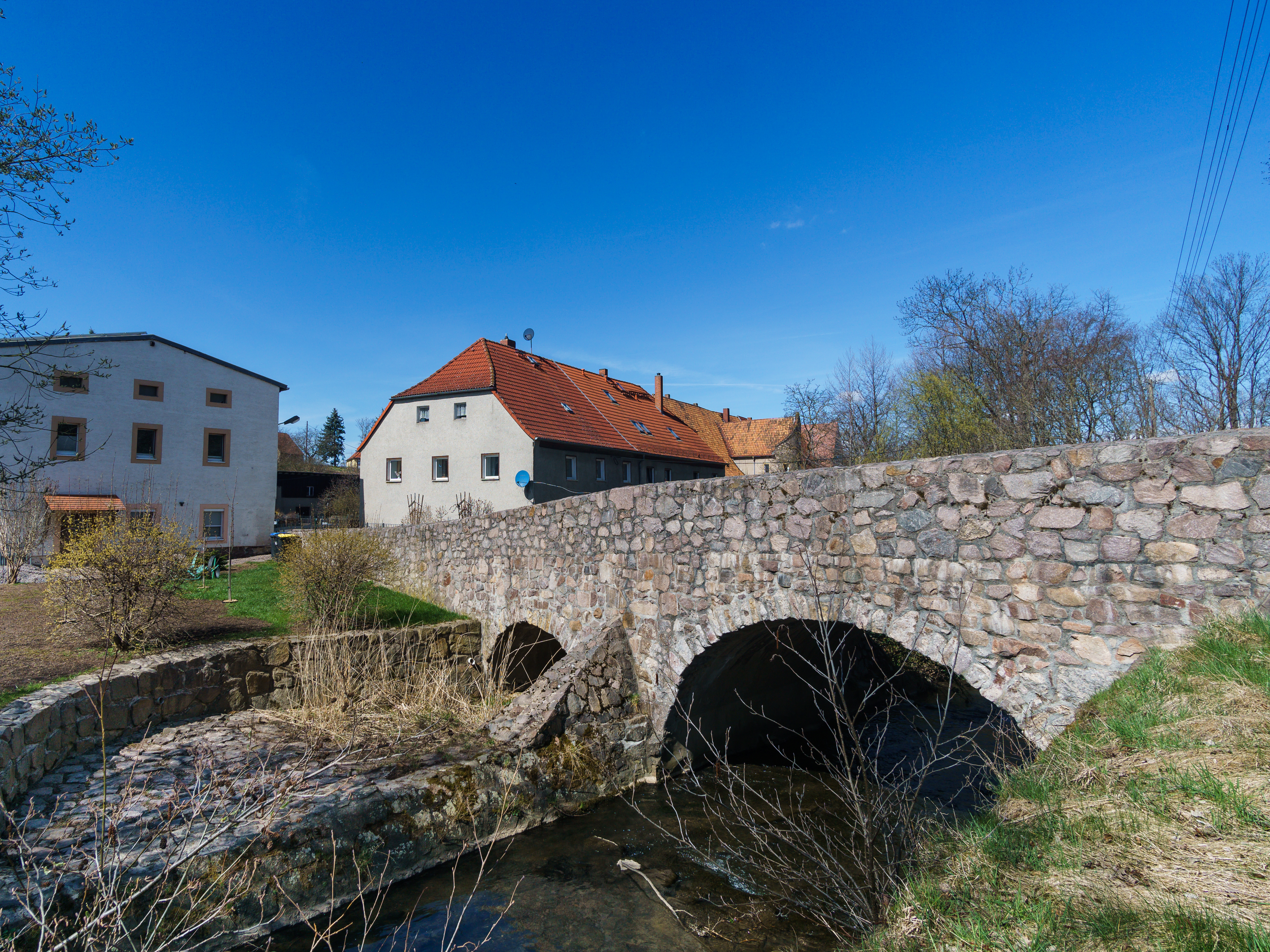
Oude brug bij dit kasteel over de Saubach of Wilde Sau
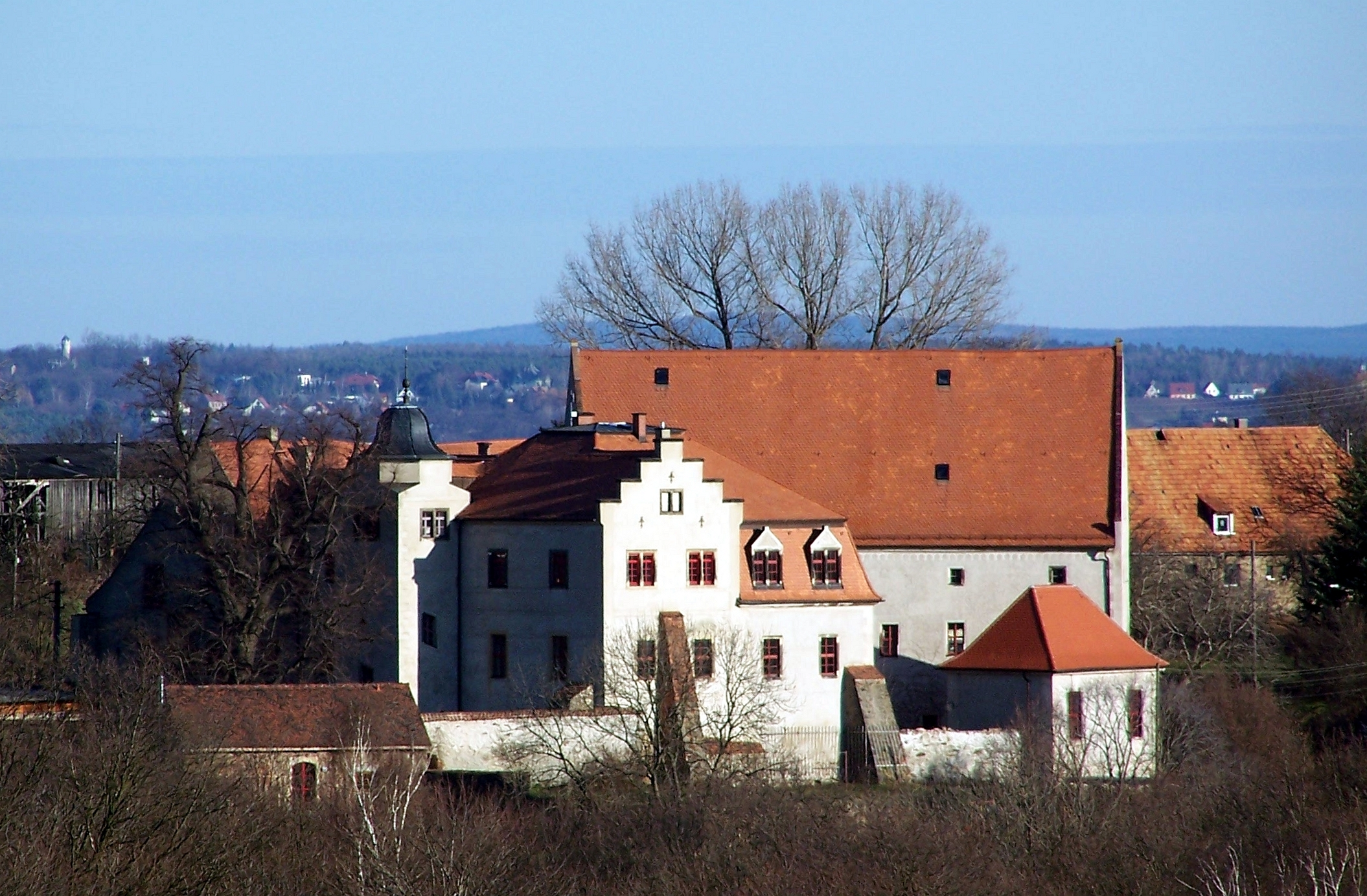
Kasteel Batzdorf
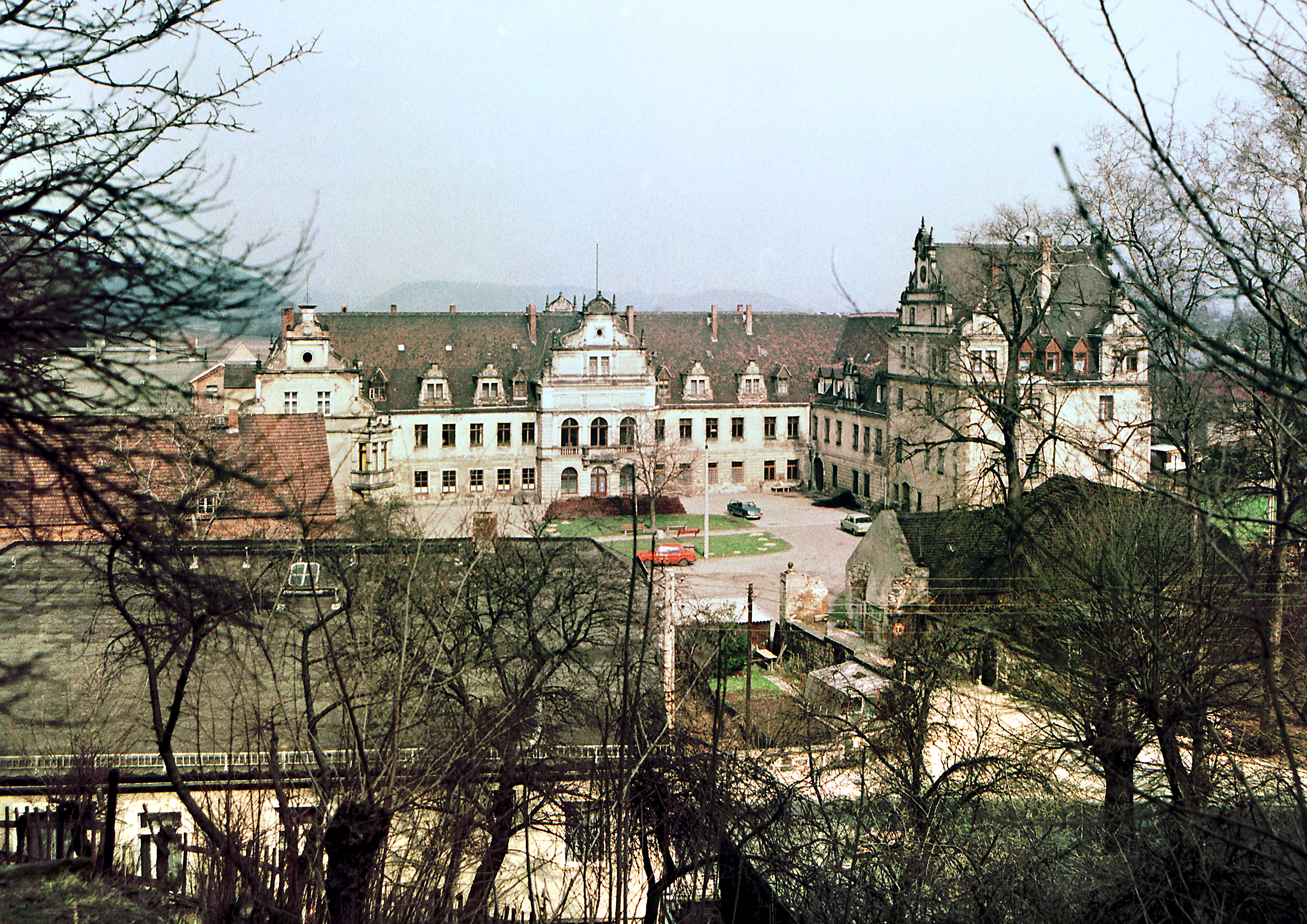
Kasteel Gauernitz
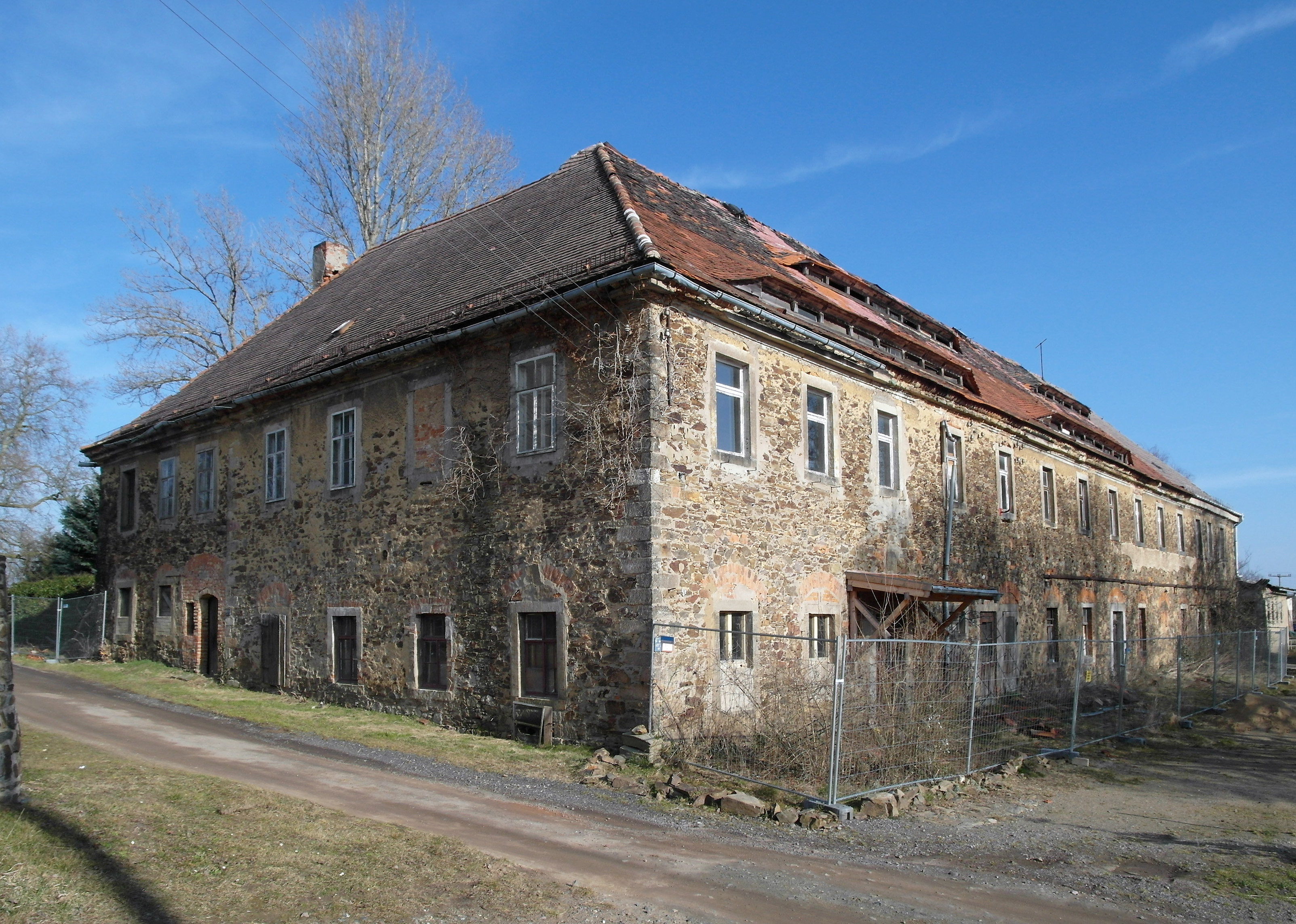
Voormalig kasteeltje bij Miltitz (bouwjaar: ged. 1660, ged. 1877)
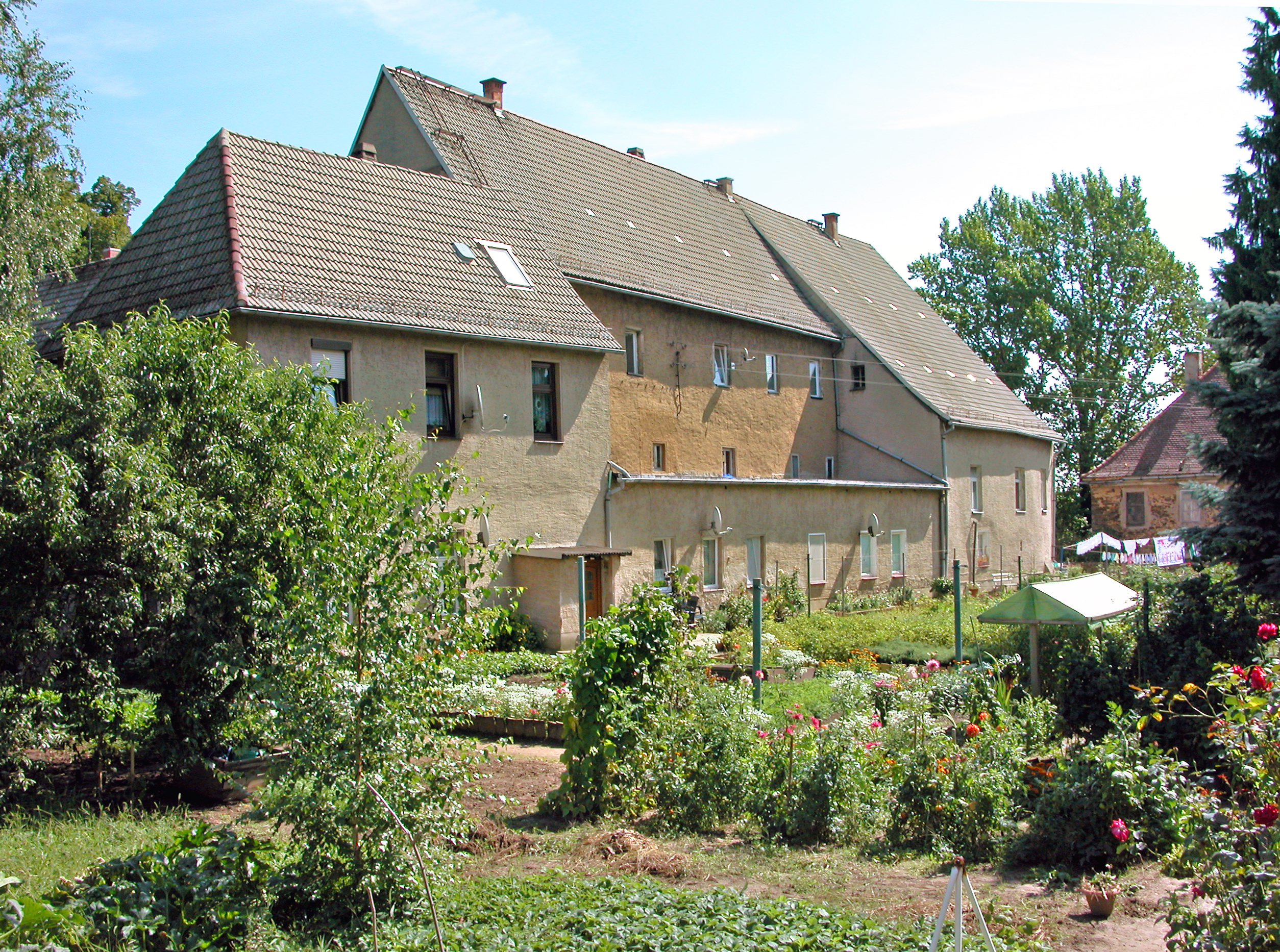
Voormalig kasteeltje bij Miltitz, aangrenzend gebouw
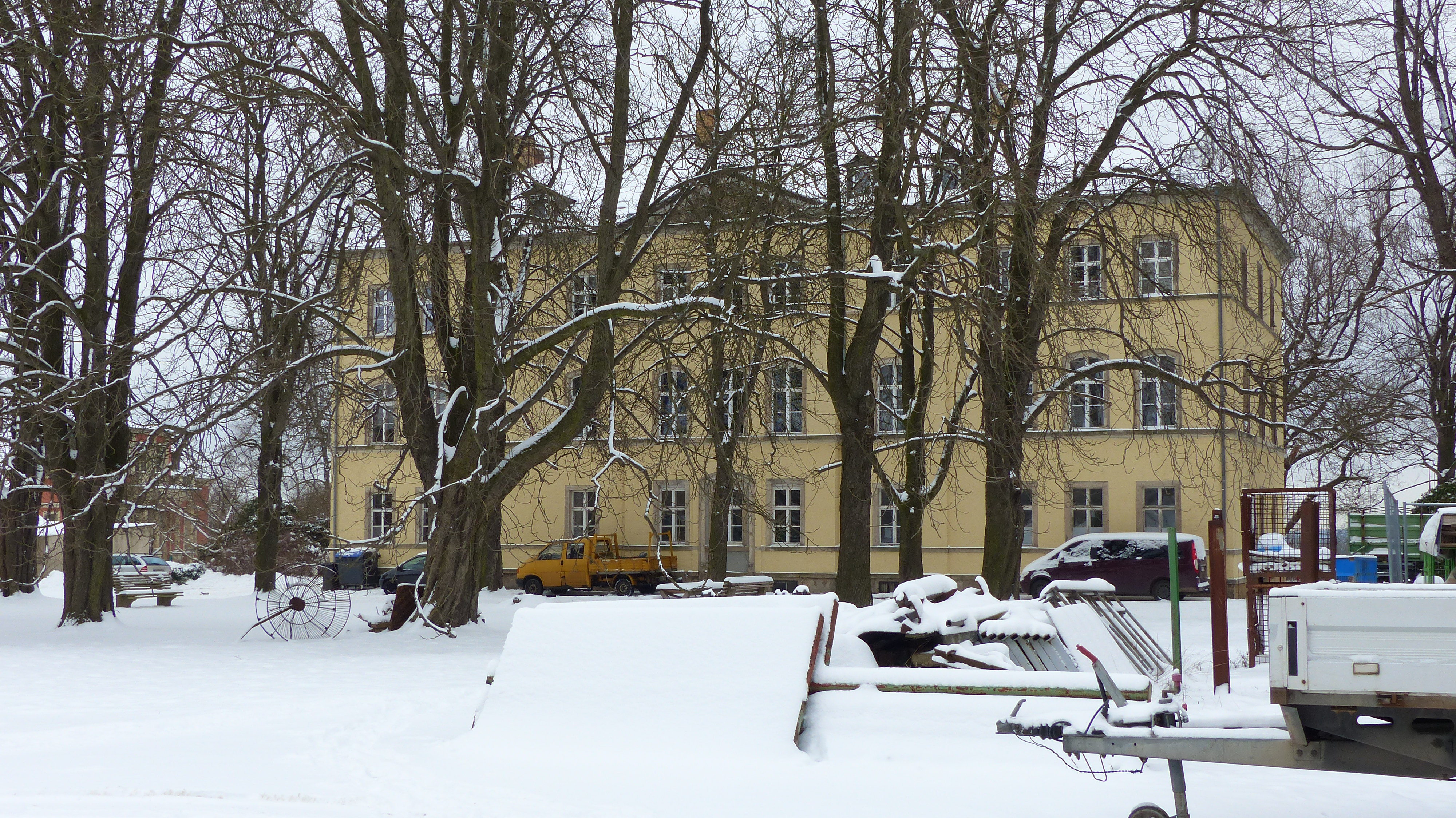
Pegenau, bijgebouw bij Kasteel Scharfenberg (1858)
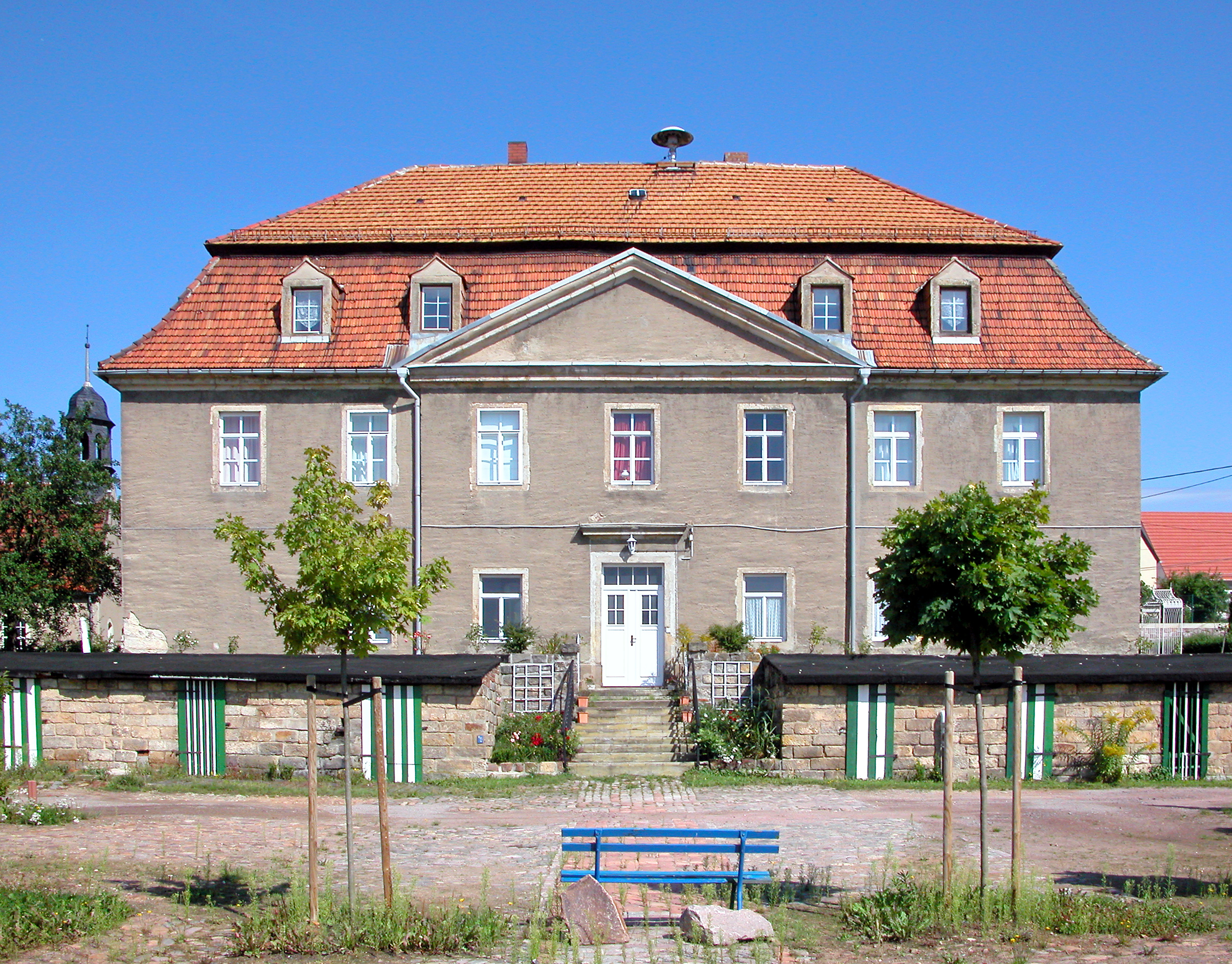
Polenz, 18e-eeuws landhuis Oberpolenz
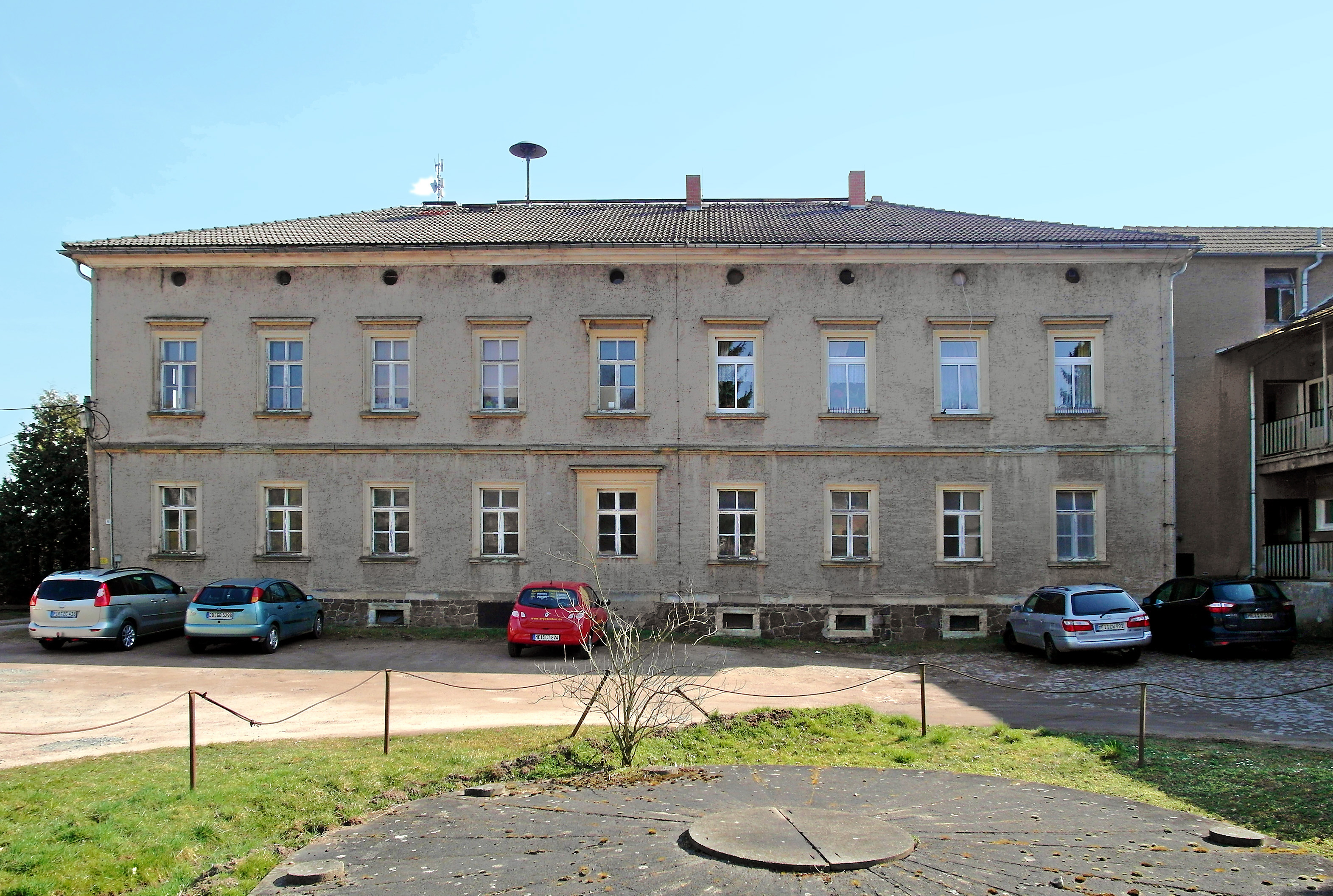
Landhuis te Robschütz (eind 19e eeuw)
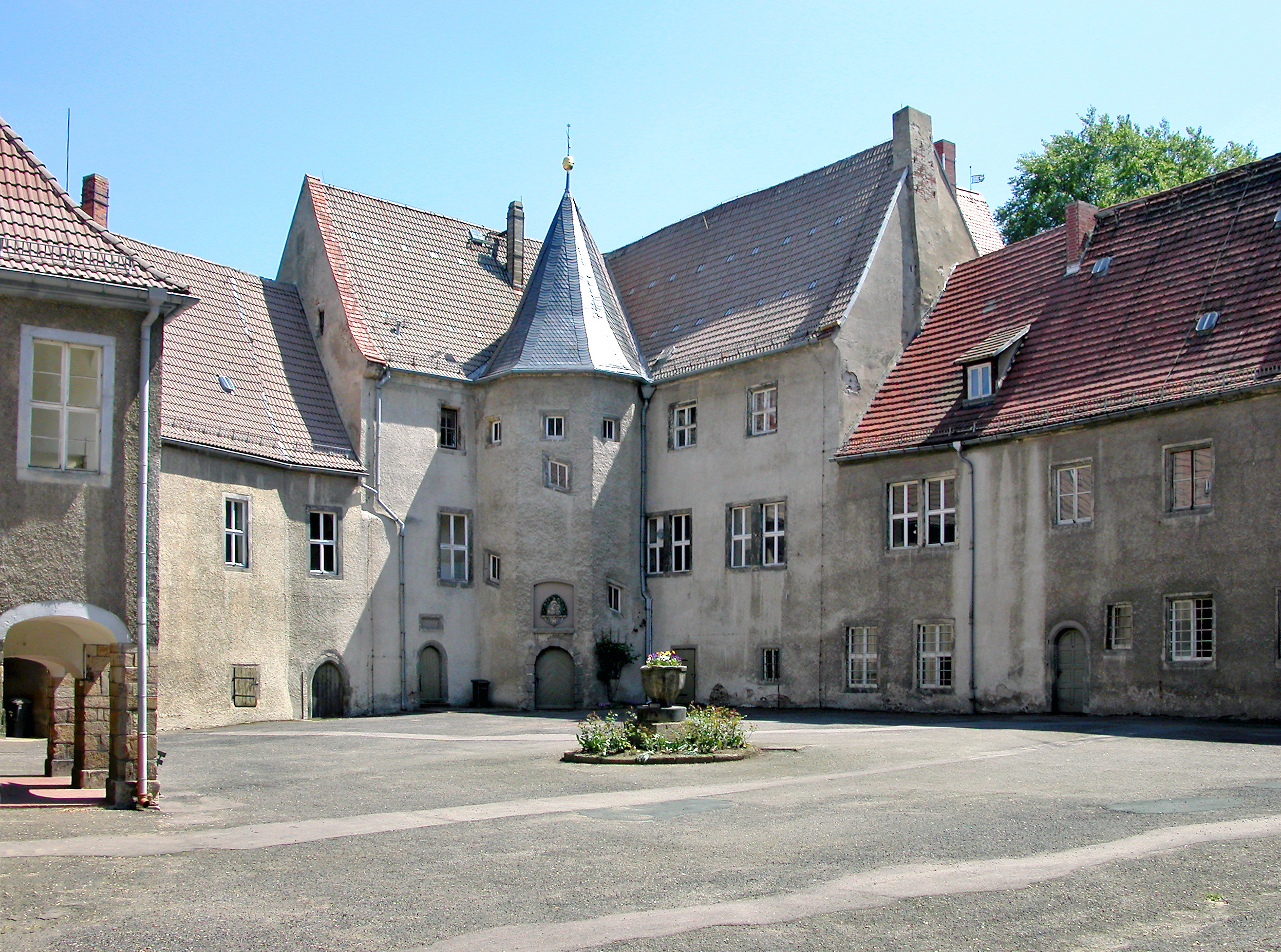
Kasteel Rothschönberg, binnenplaats
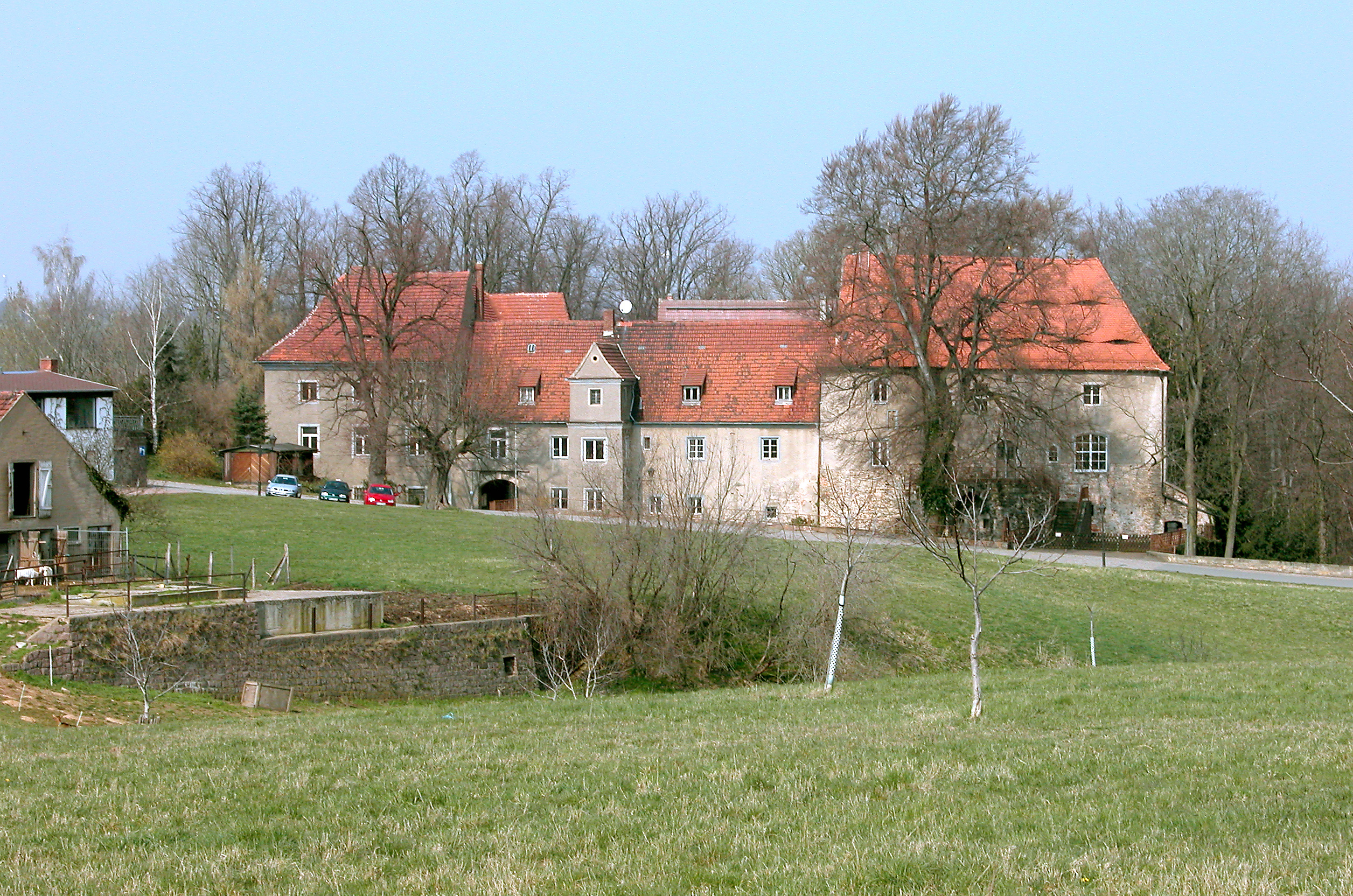
Kasteel (15e eeuw) en kasteelboerderij Rothschönberg
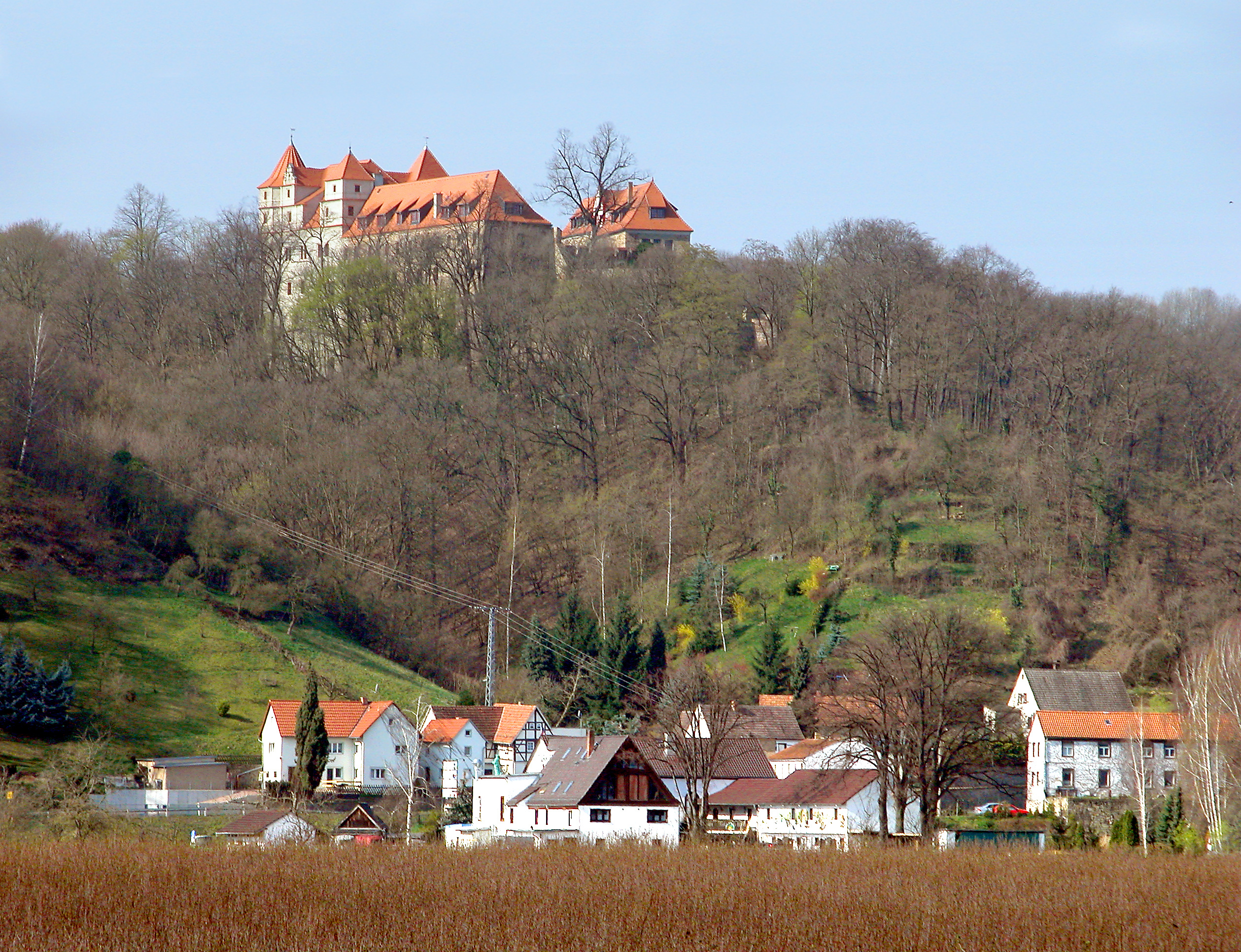
Gezicht op Kasteel Scharfenberg
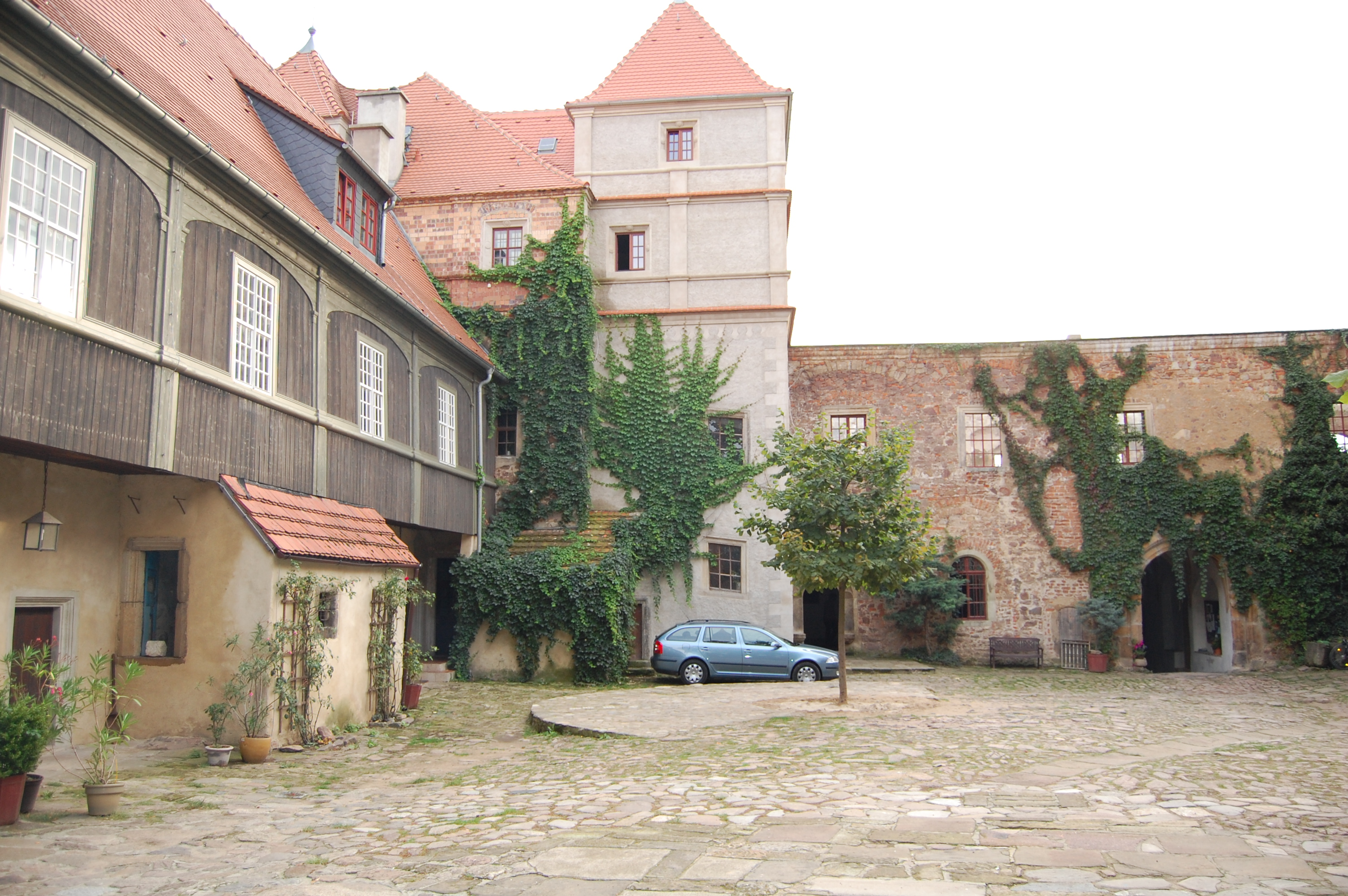
Binnenplaats van dit kasteel
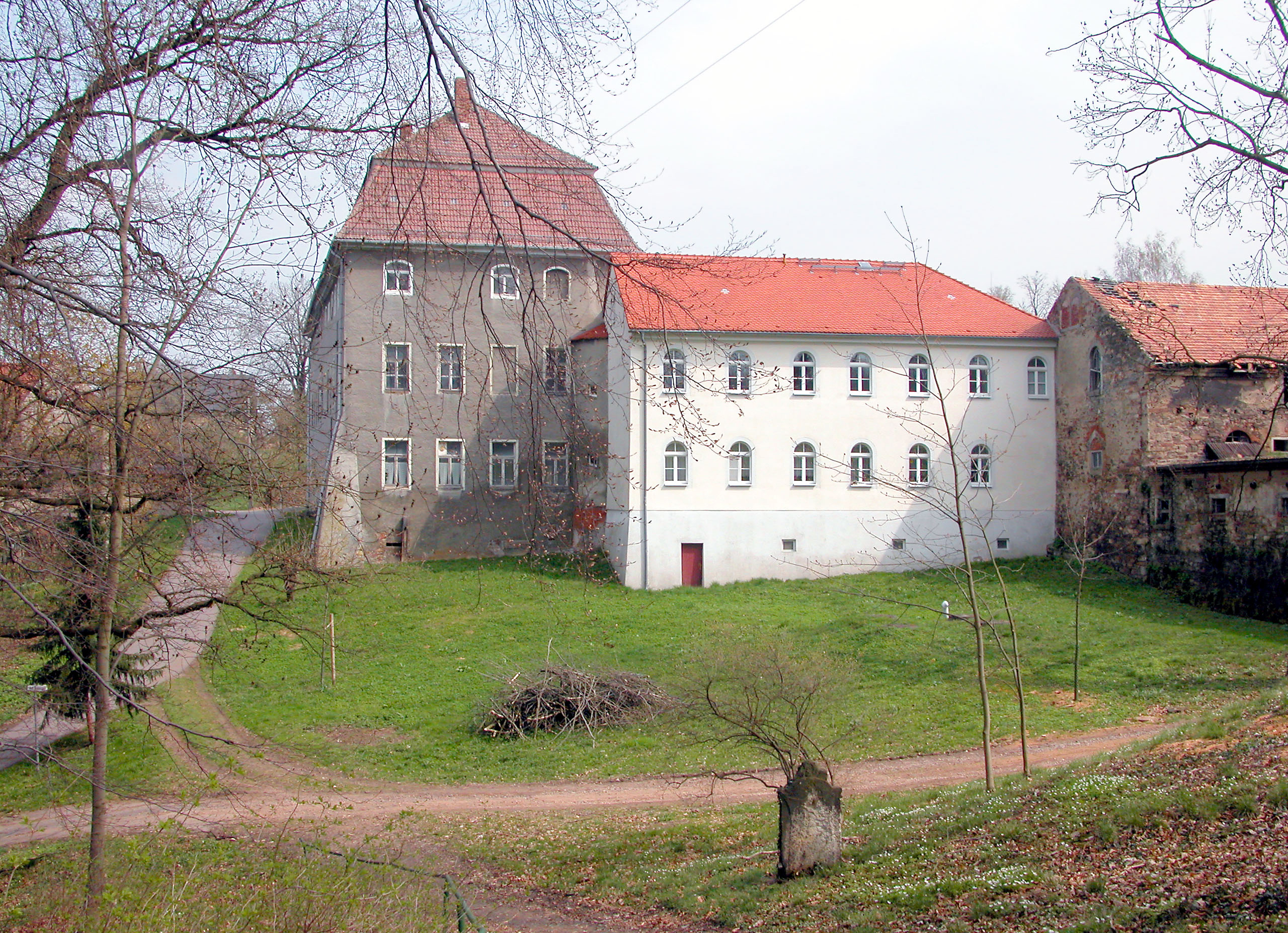
Landhuis te Tanneberg (1744 of 1714)
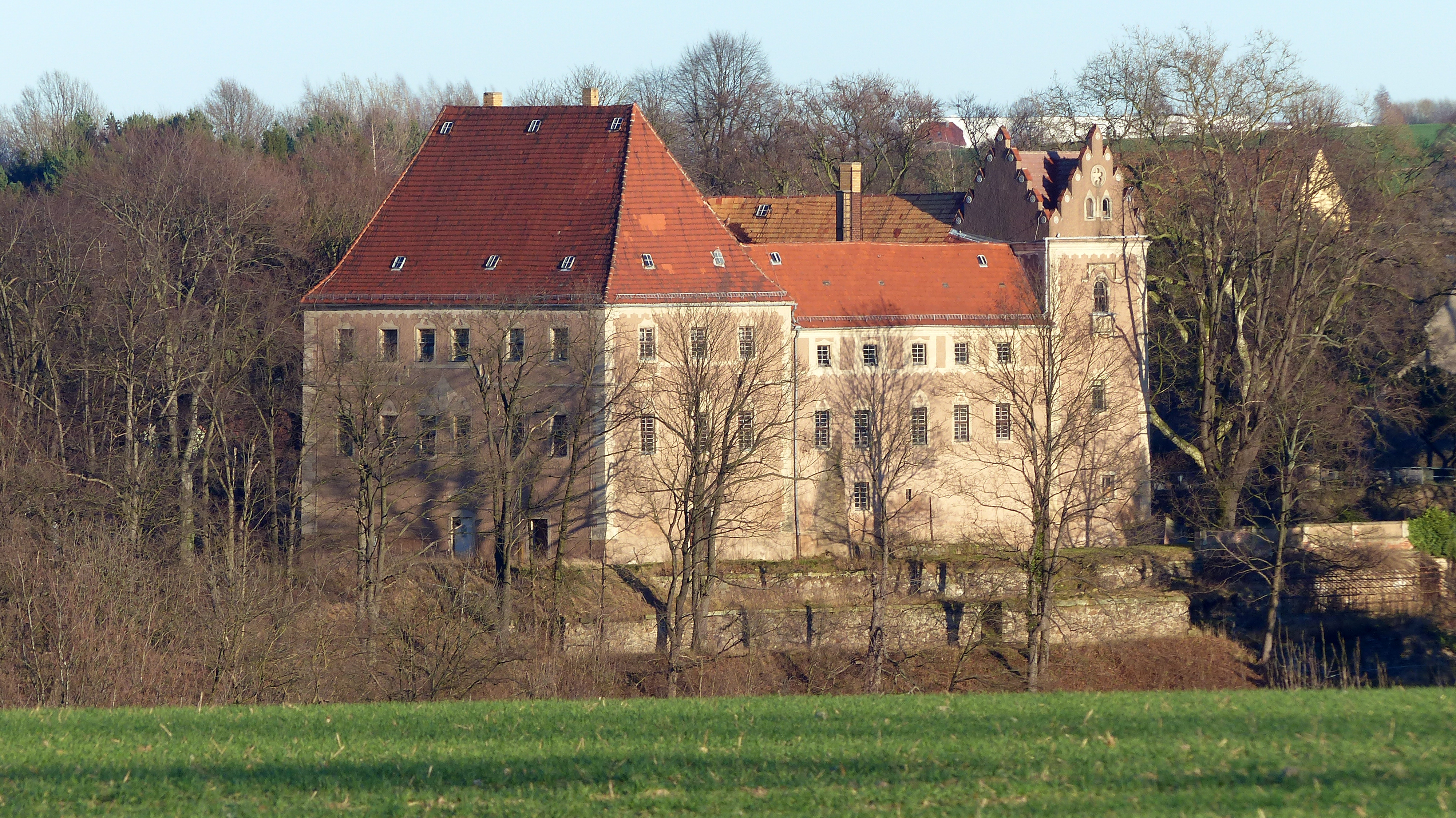
Kasteel Taubenheim (16e eeuw; verbouwd in 1822; het kasteelpark is 19e-eeuws; niet te bezichtigen)
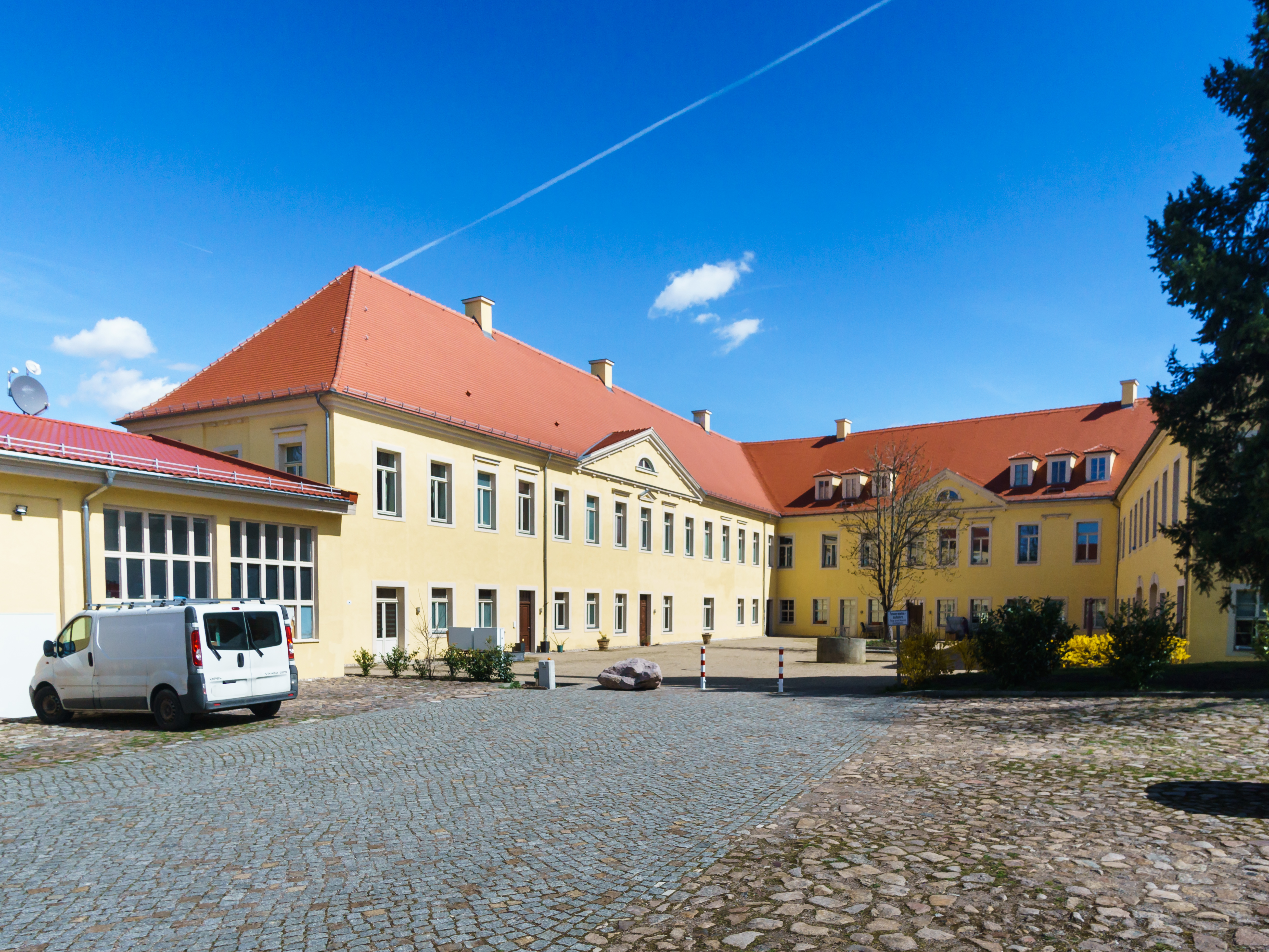
Kasteel Weistropp na de renovatie (2022; verdeeld in woonappartementen; niet te bezichtigen)
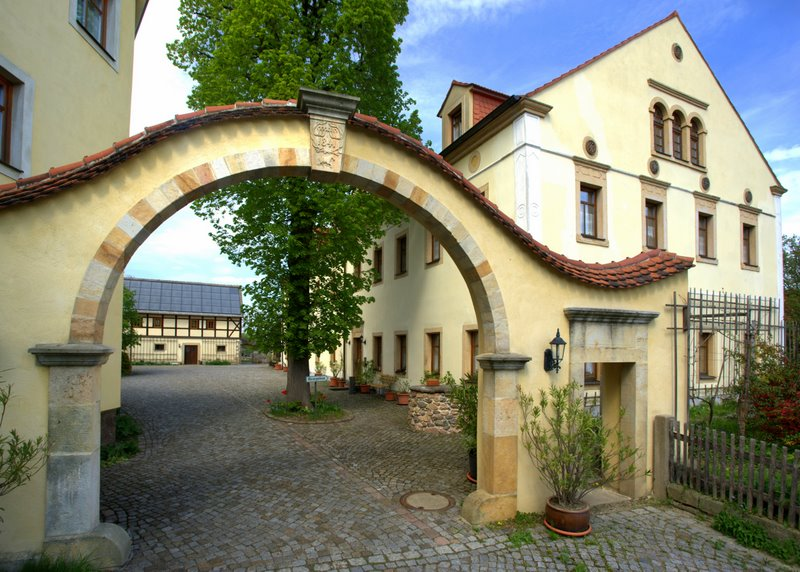
Landgoed Wildberg (1643; tot hotel verbouwde herenboerderij)

### Kerkgebouwen

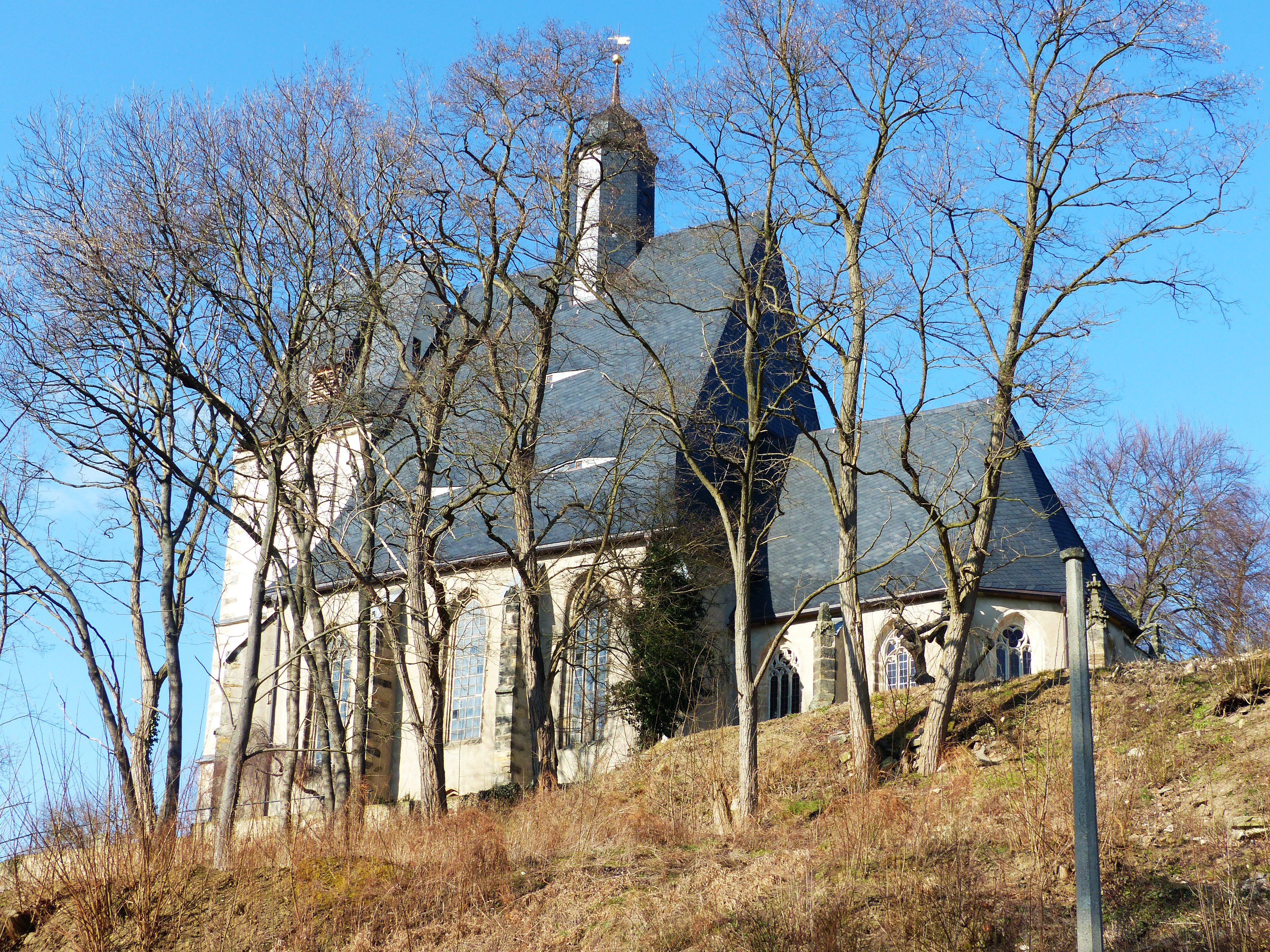
Dorpskerk te Burkhardswalde
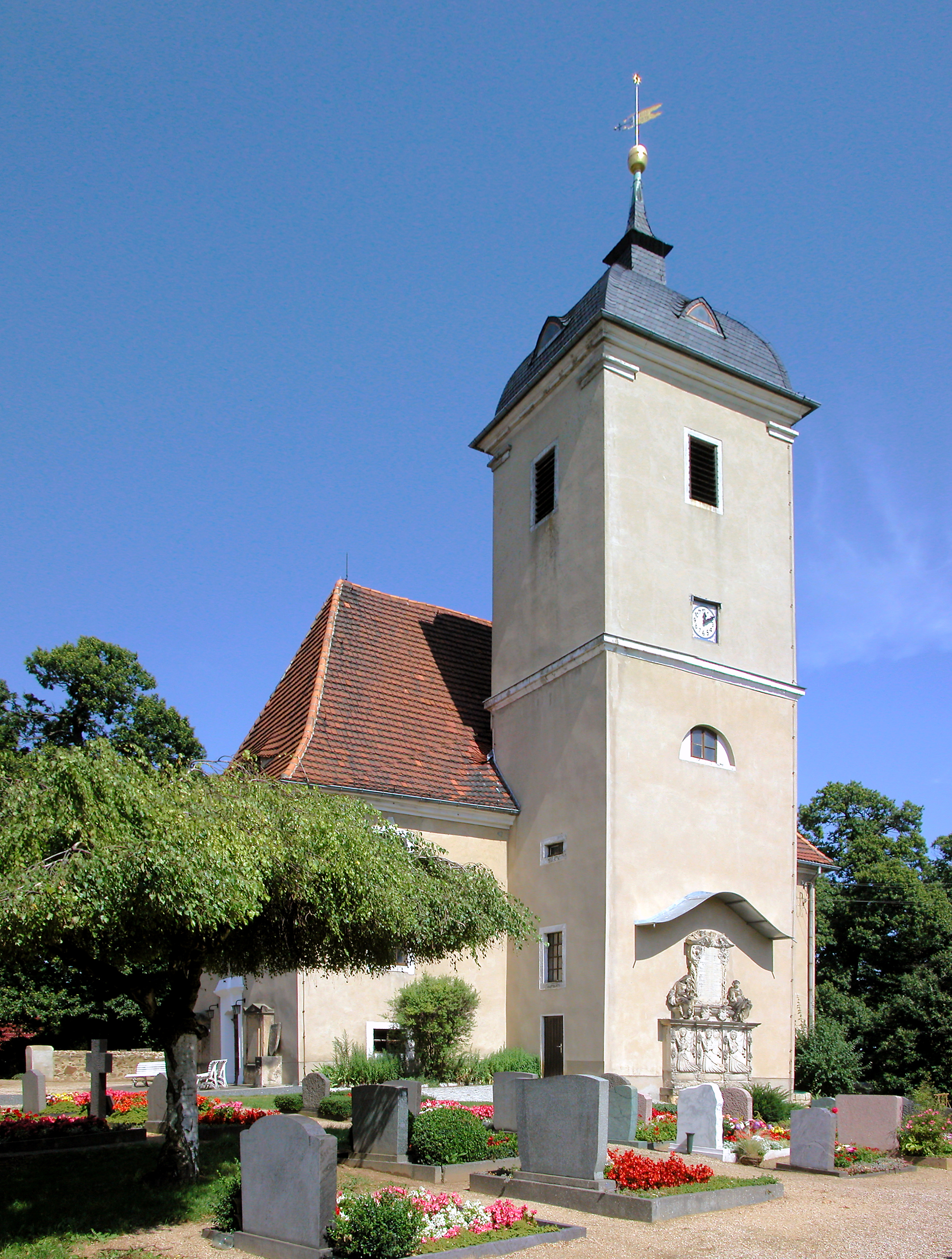
Dorpskerk te Miltitz (1740)
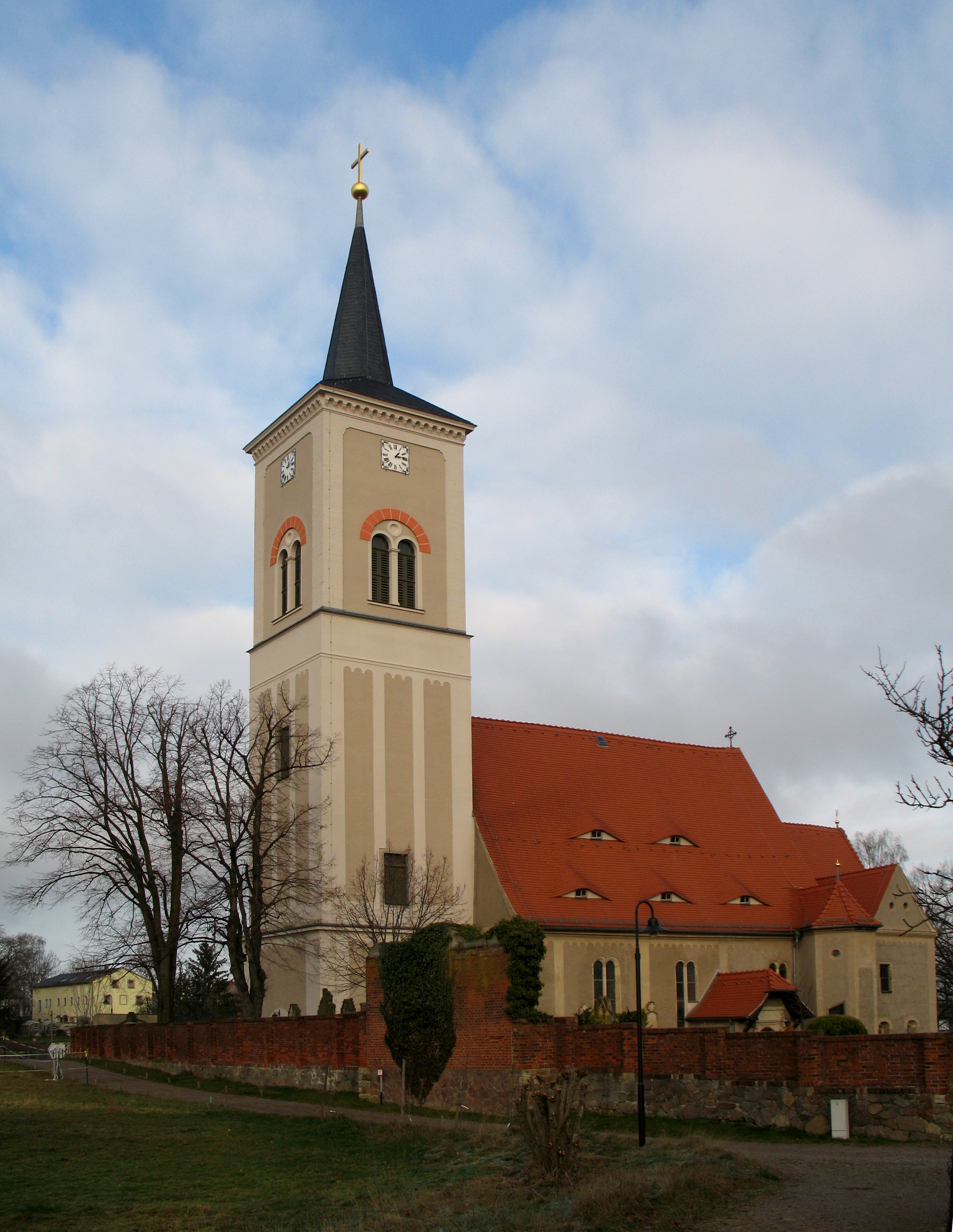
Dorpskerk te Naustadt (1598; ingrijpend, in neoromaanse stijl, gerenoveerd in 1897)
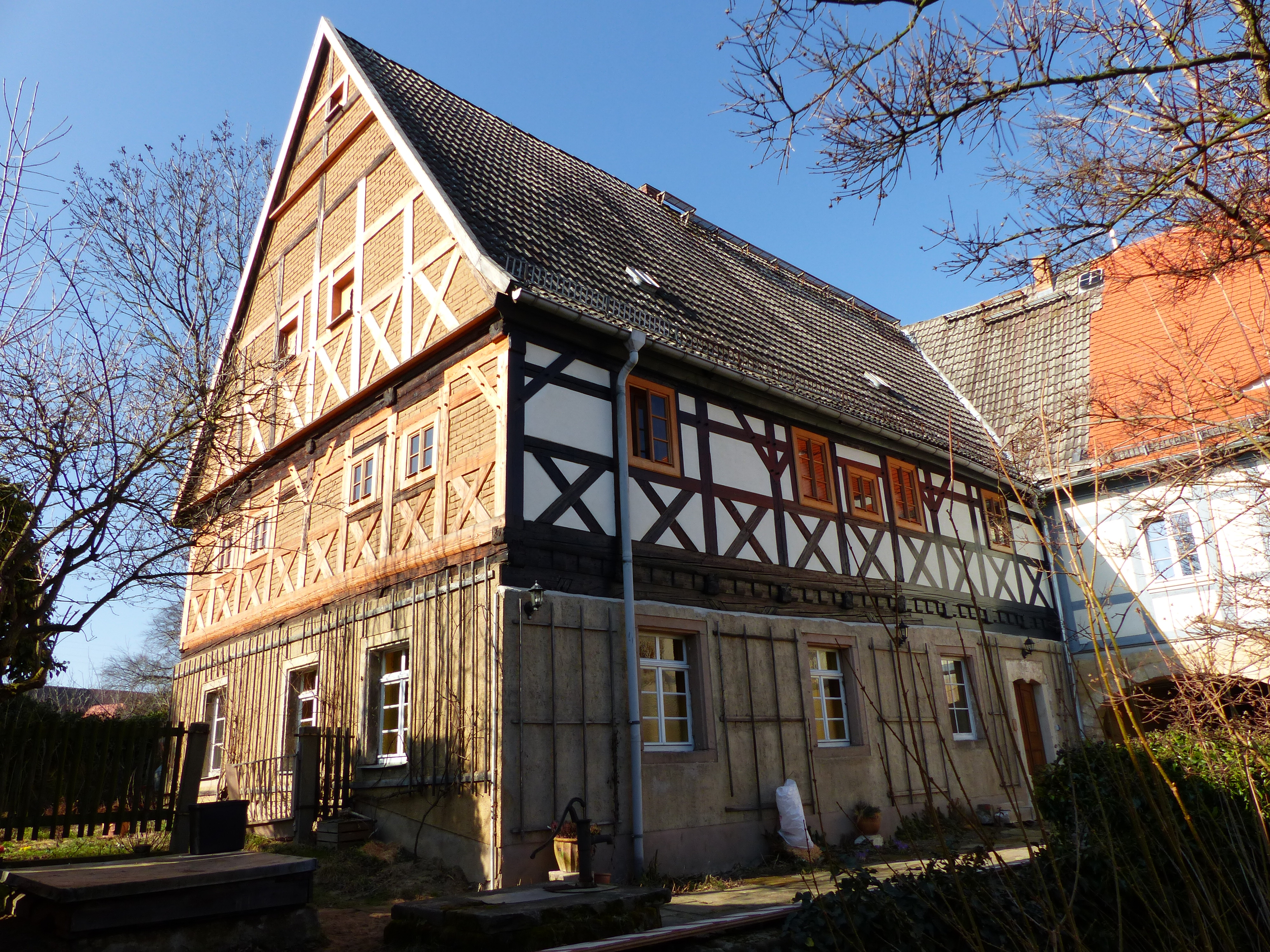
De pastorie naast deze kerk
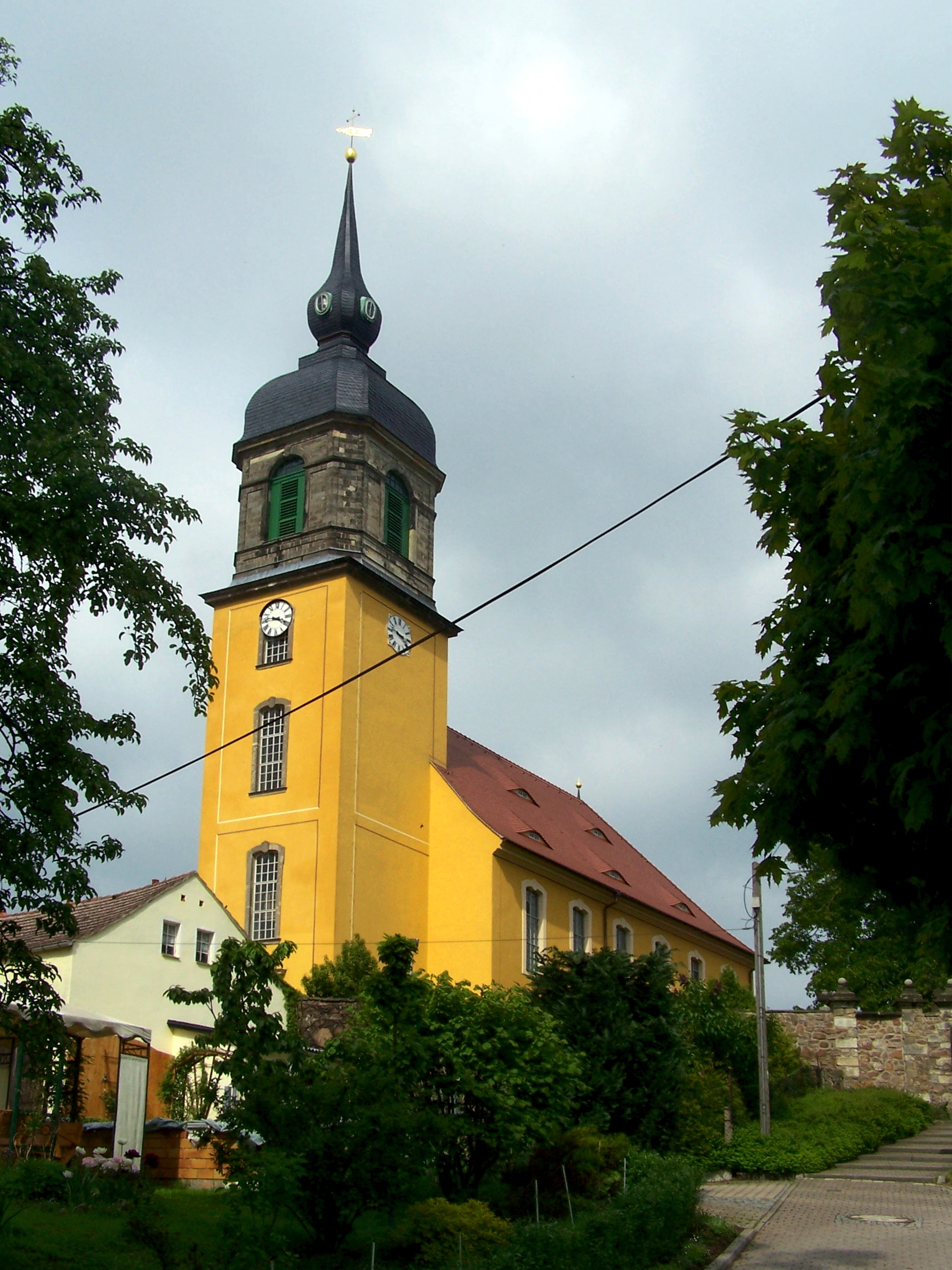
Dorpskerk te Röhrsdorf (1738)
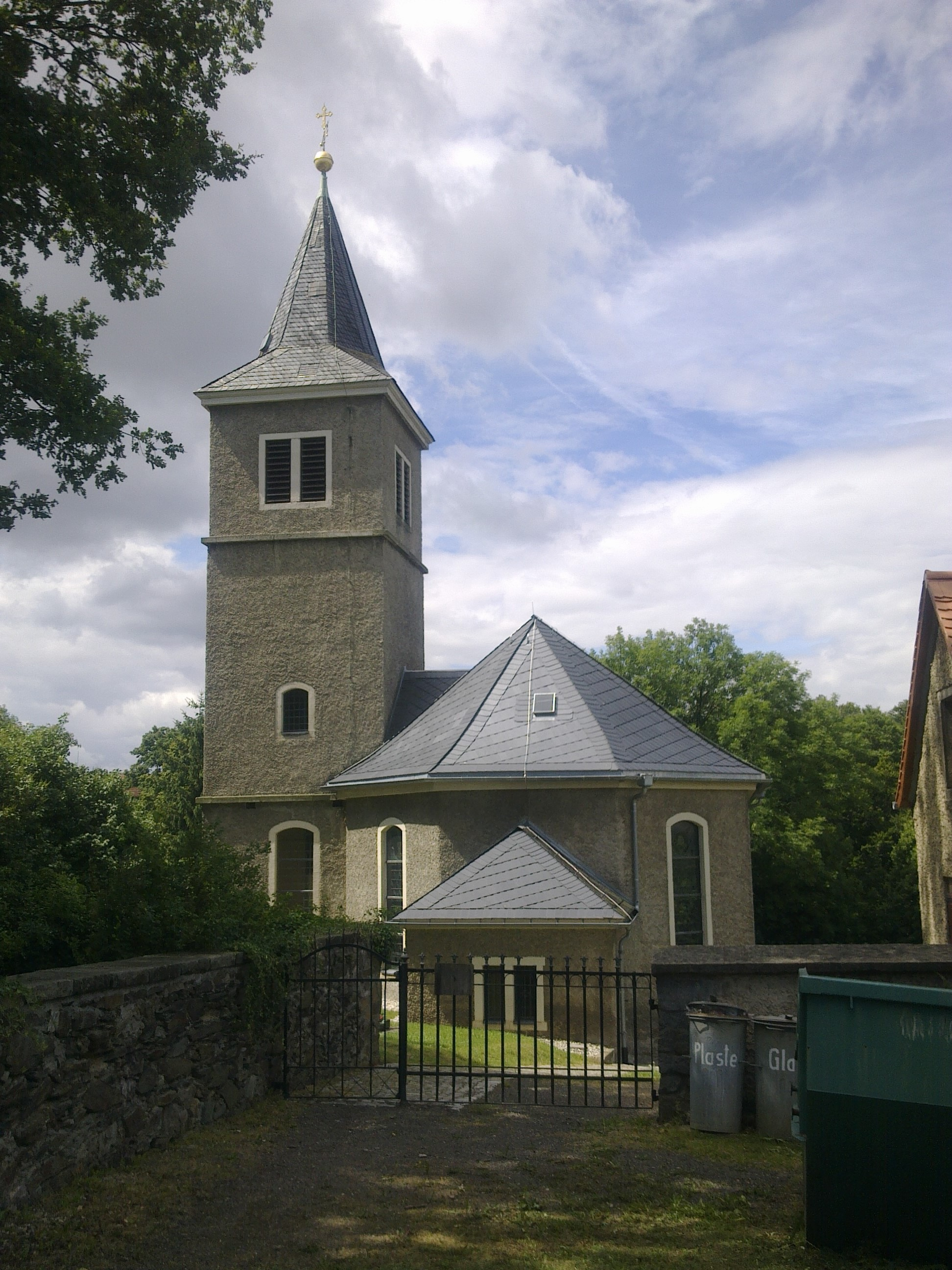
Dorpskerk te Rothschönberg (1829)
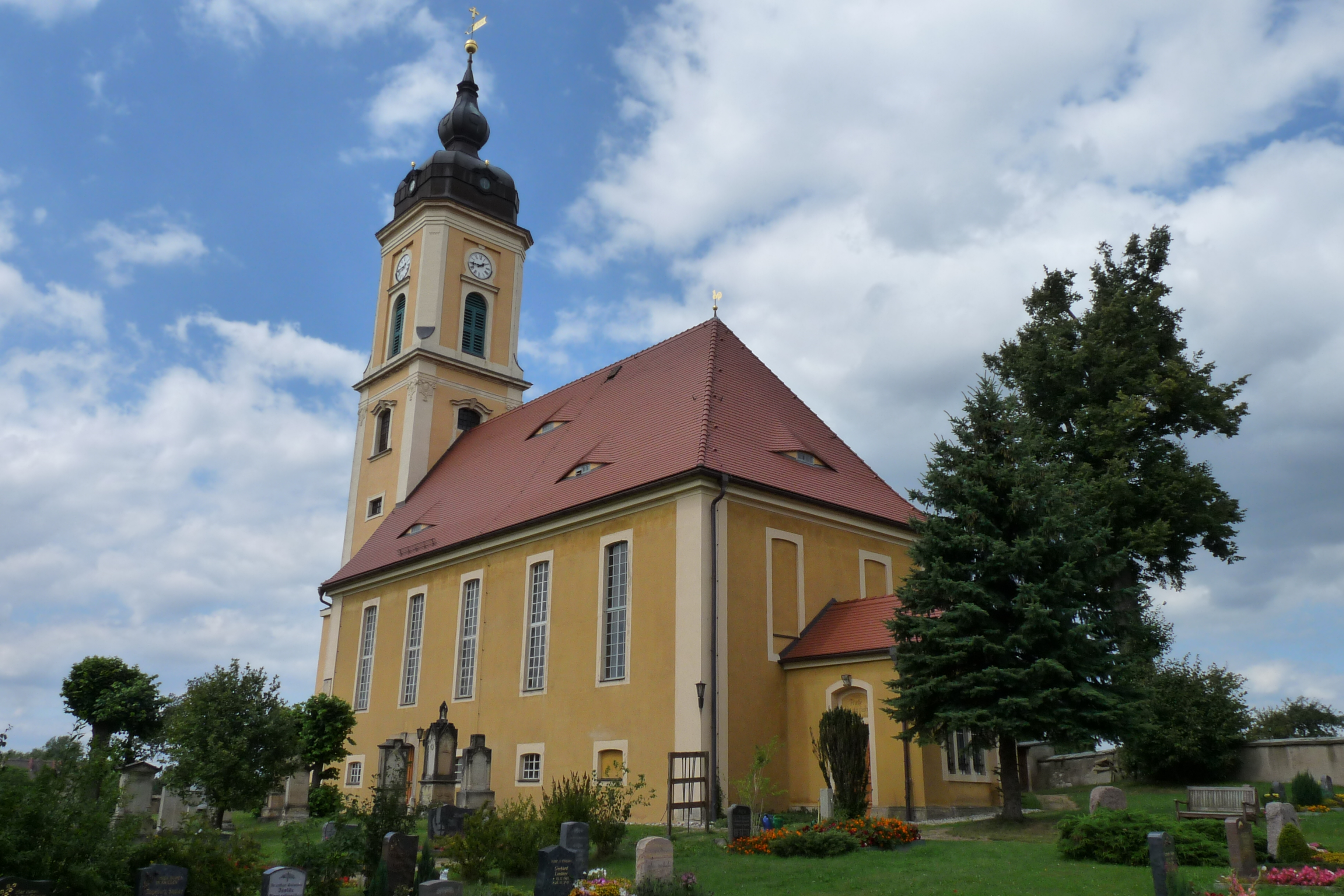
Dorpskerk in Sora (ca. 1730)
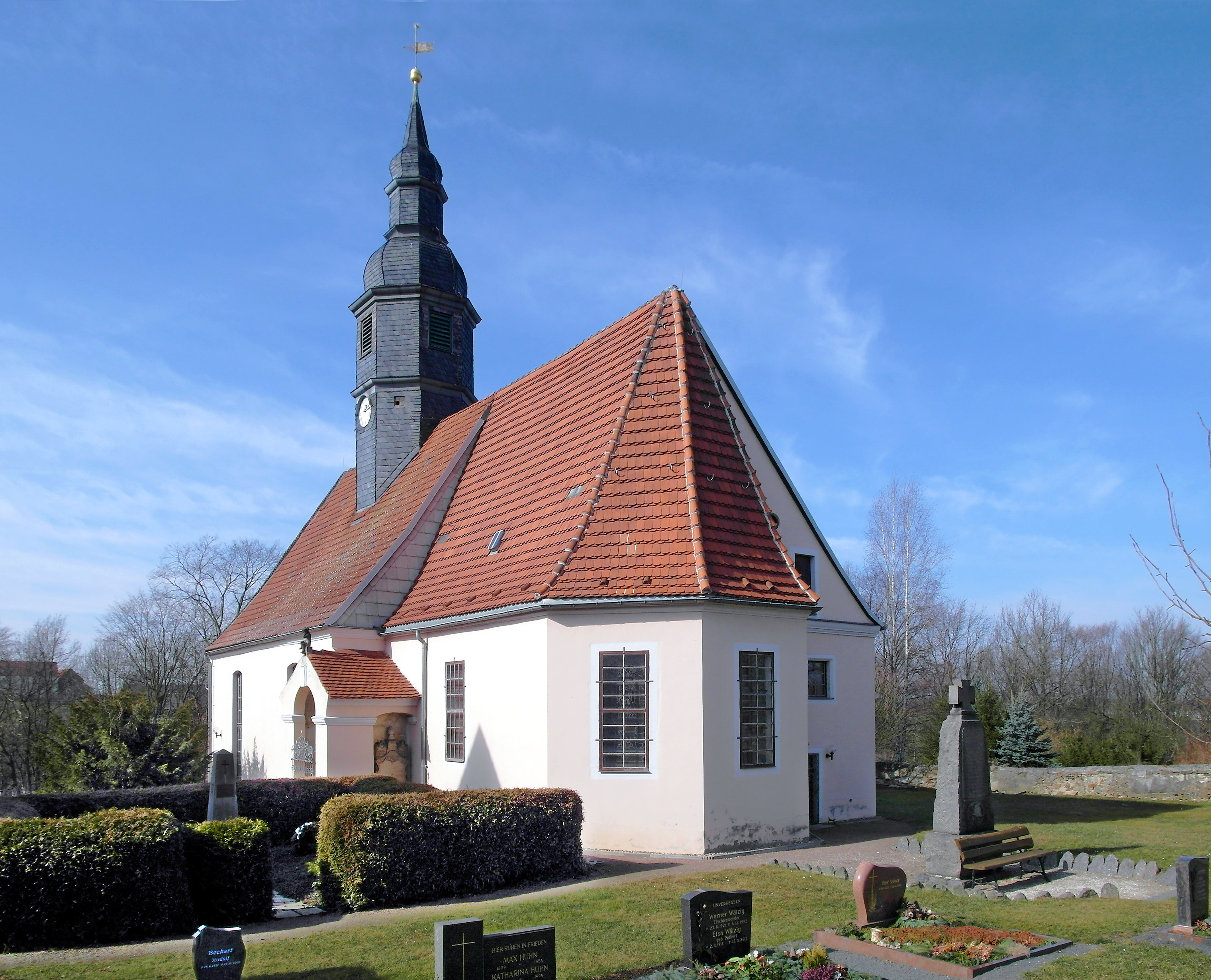
Kerkje te Tanneberg (ca. 1630)
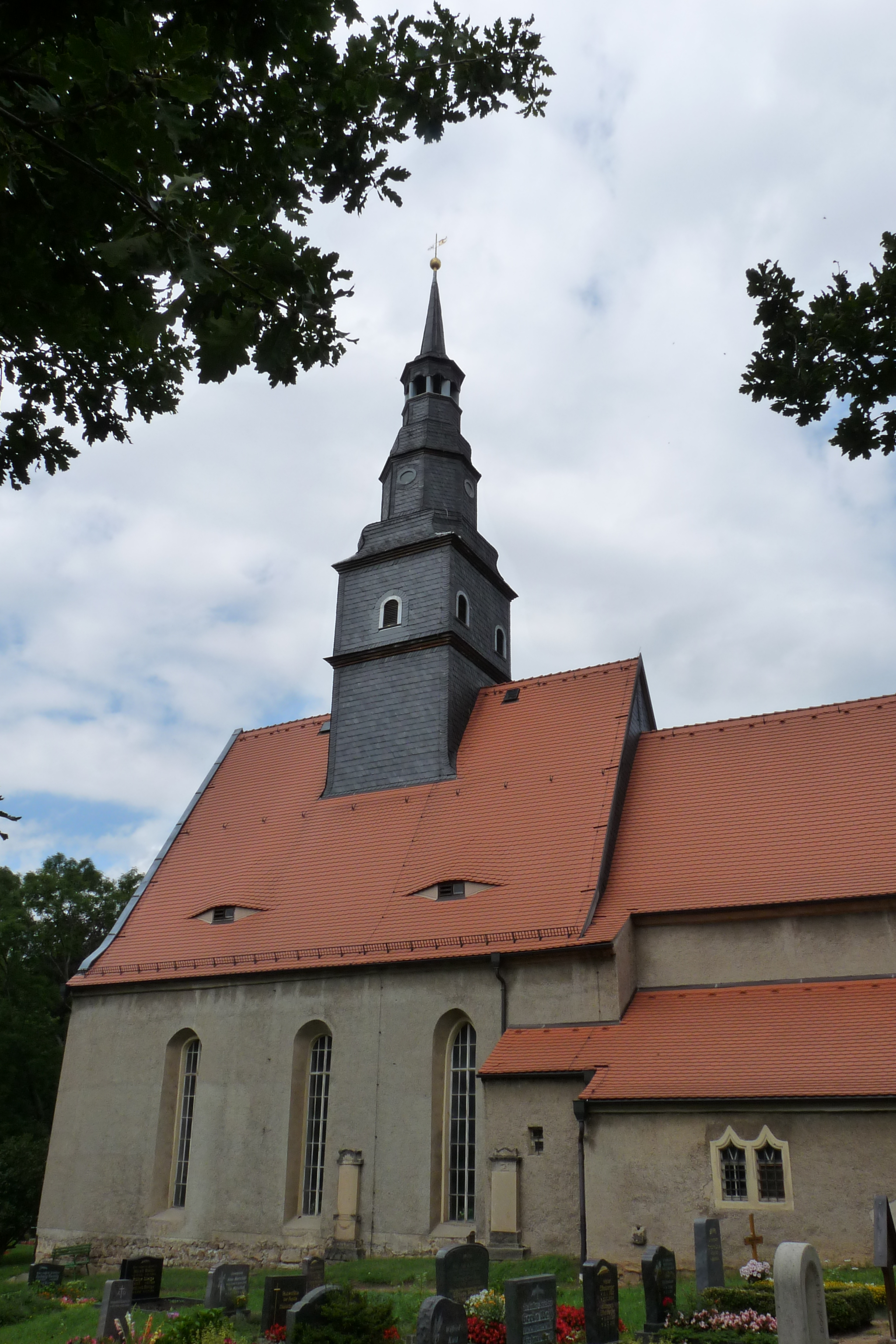
Dorpskerk te Taubenheim (13e eeuw; verbouwd in de 16e, 17e , 19e en 20e eeuw)
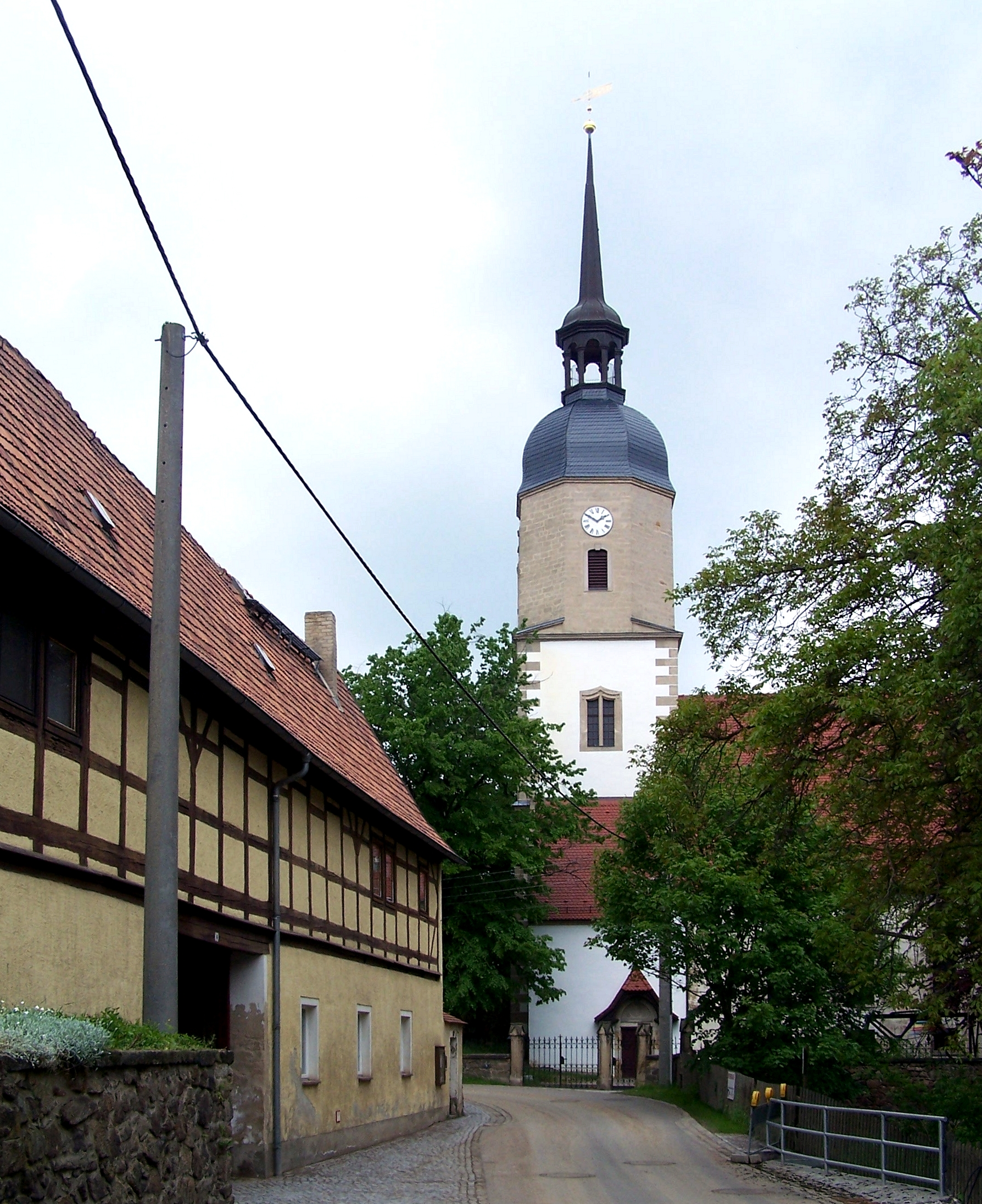
Dorpskerk te Weistropp (1601)

### Overige

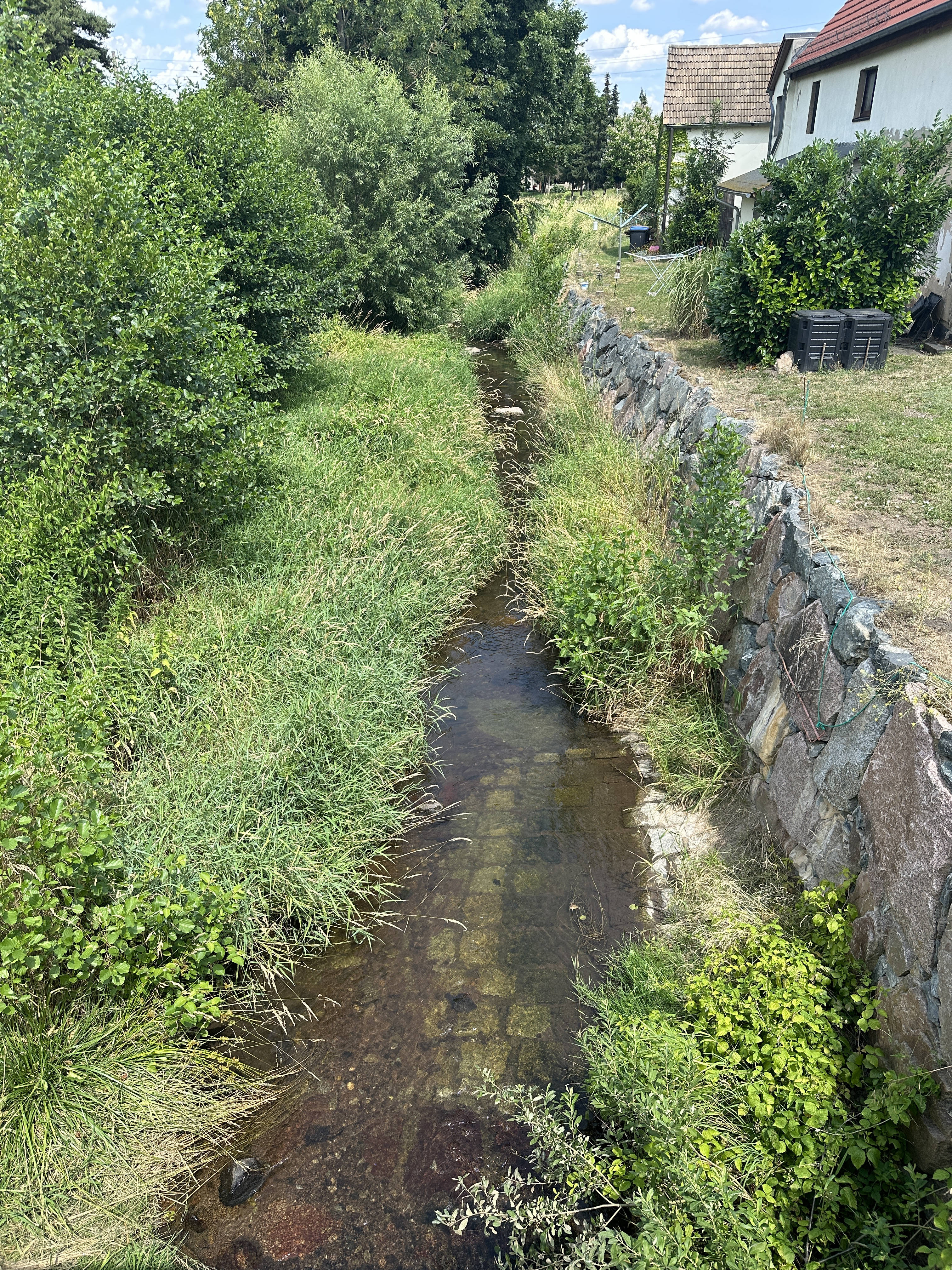
De beek Wilde Sau te Constappel
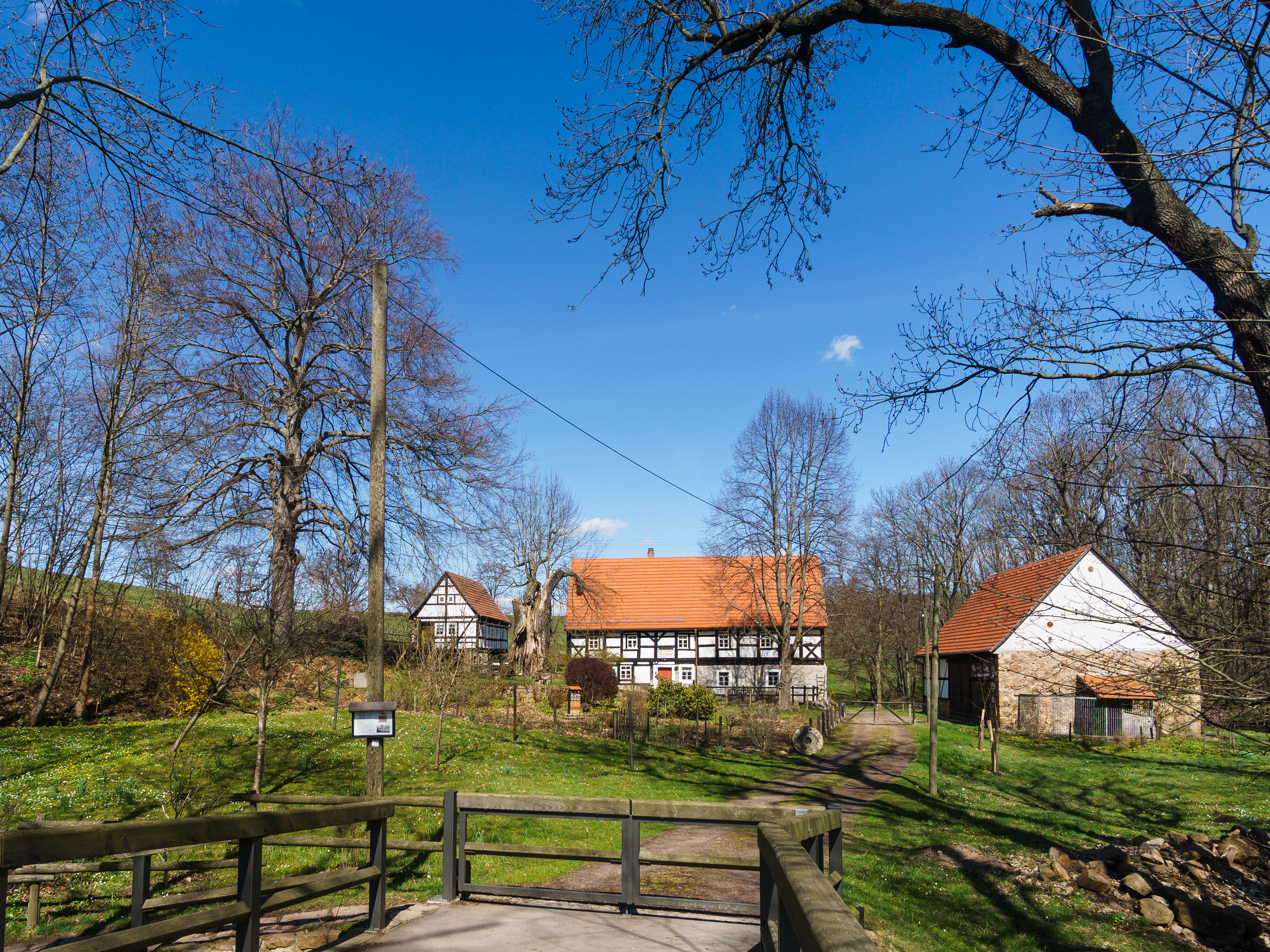
Lehmannmühle, Klipphausen
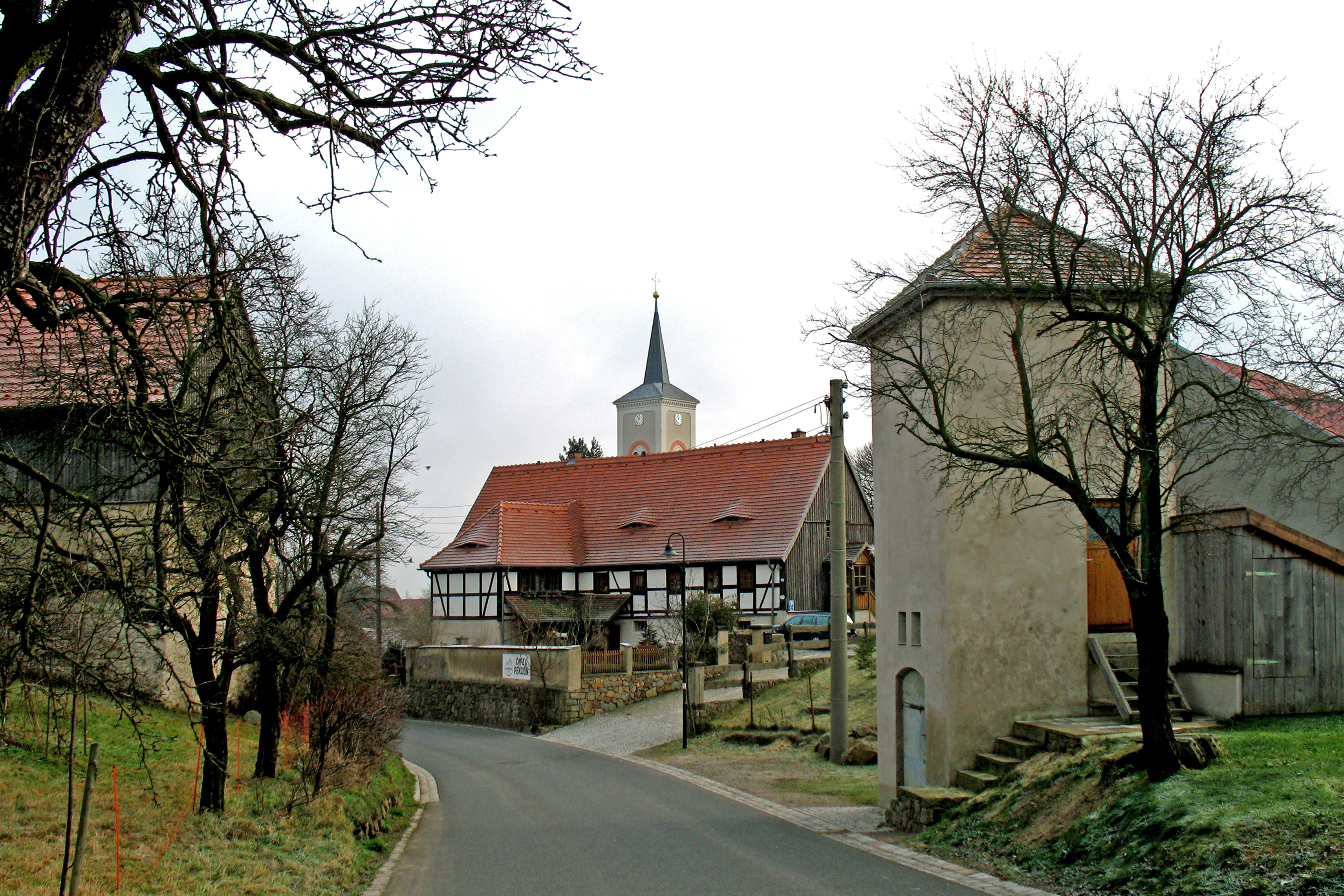
Naustadt (beschermd dorpsgezicht)
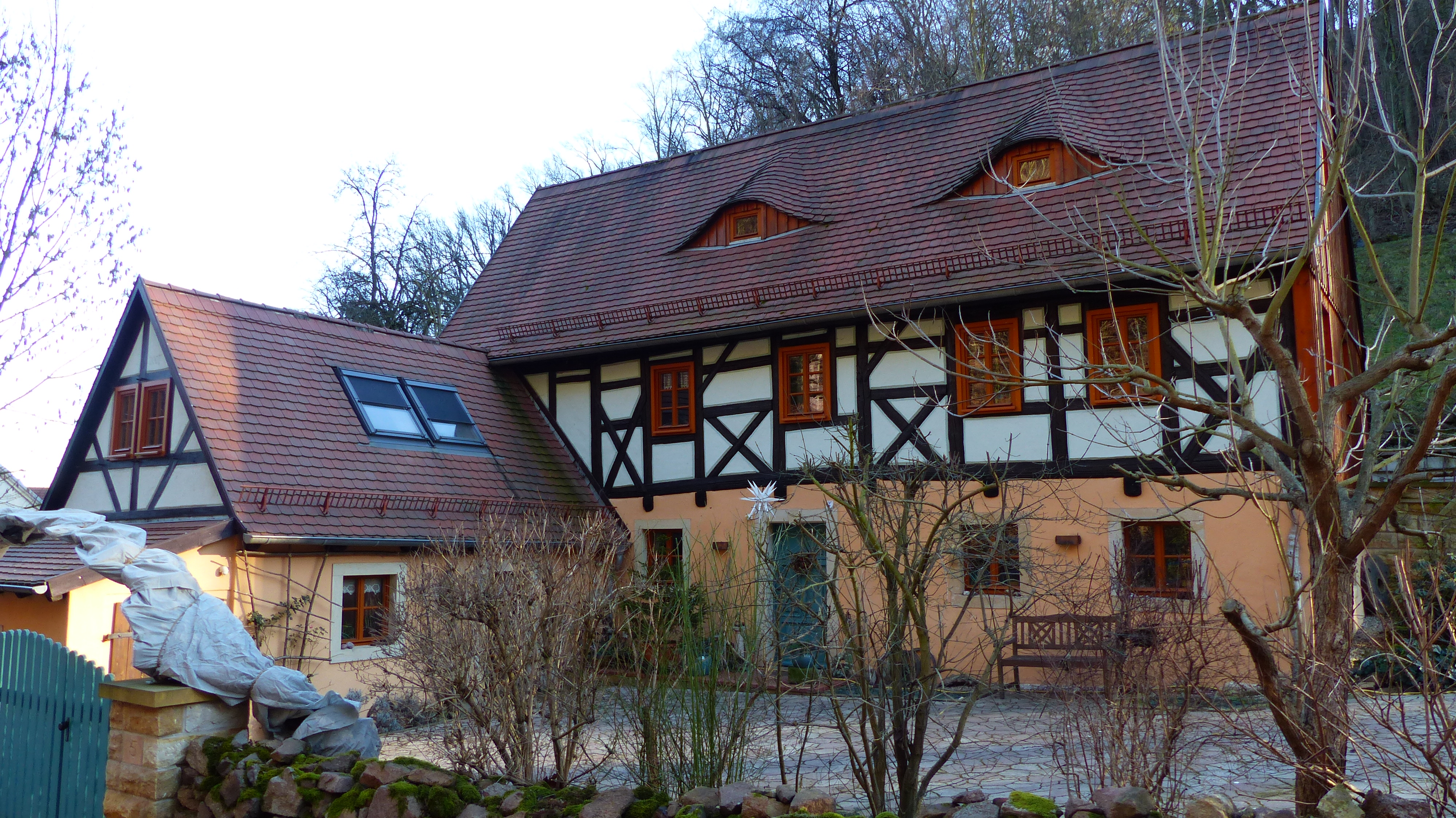
Reppina, mijnwerkershuis uit 1601
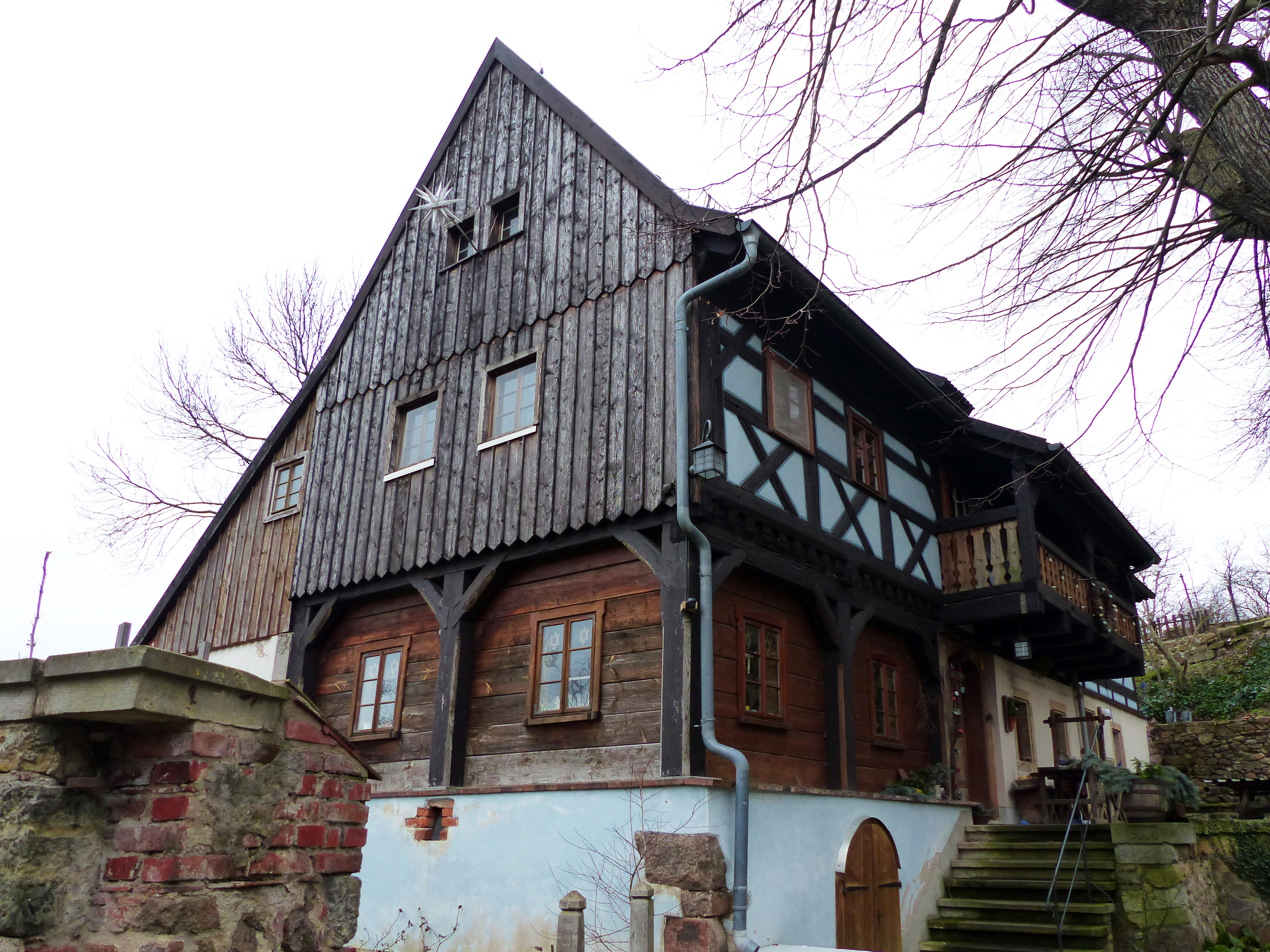
Boerderij te Röhrsdorf, 17e-18e eeuw
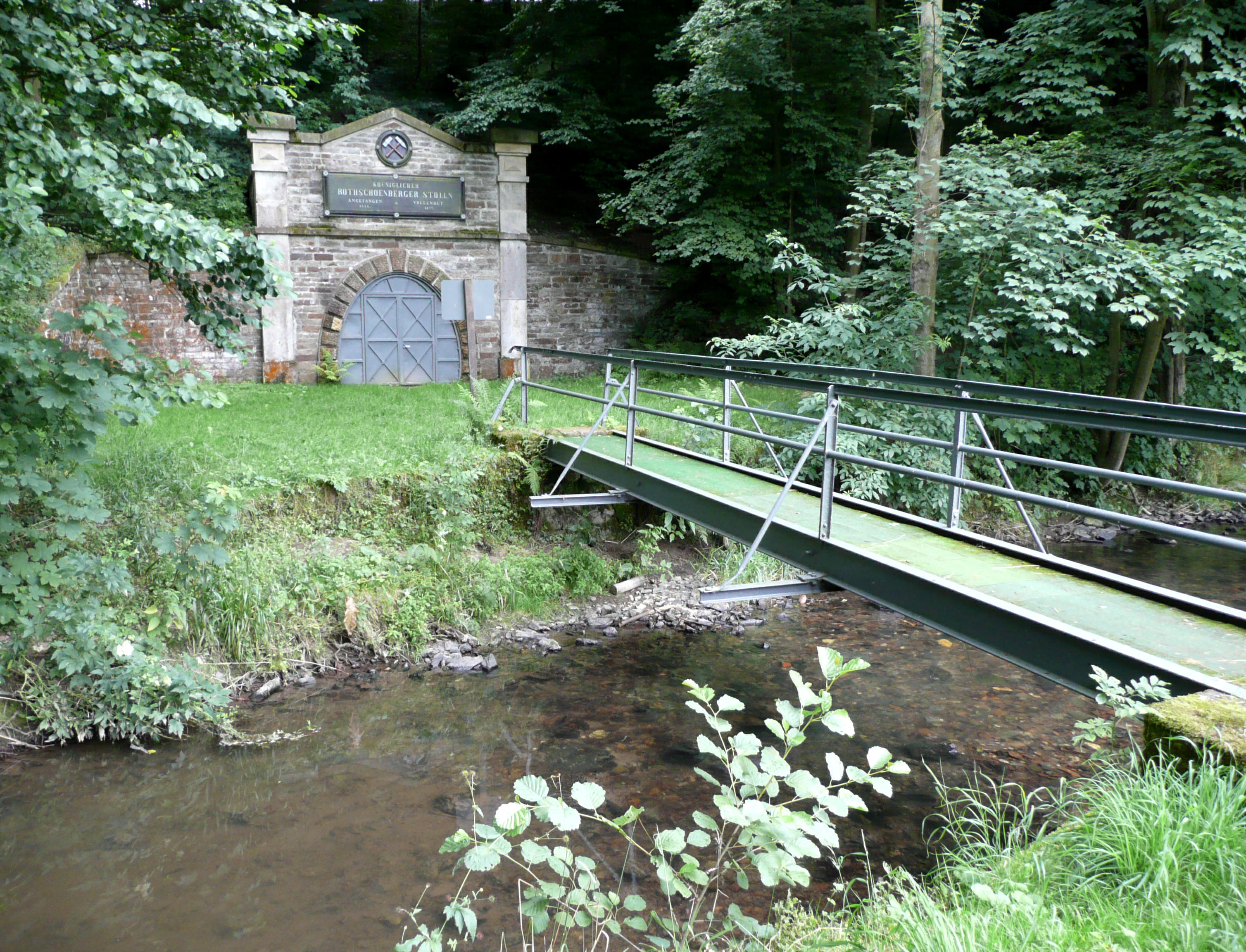
Ingang Rothschönberger Stolln
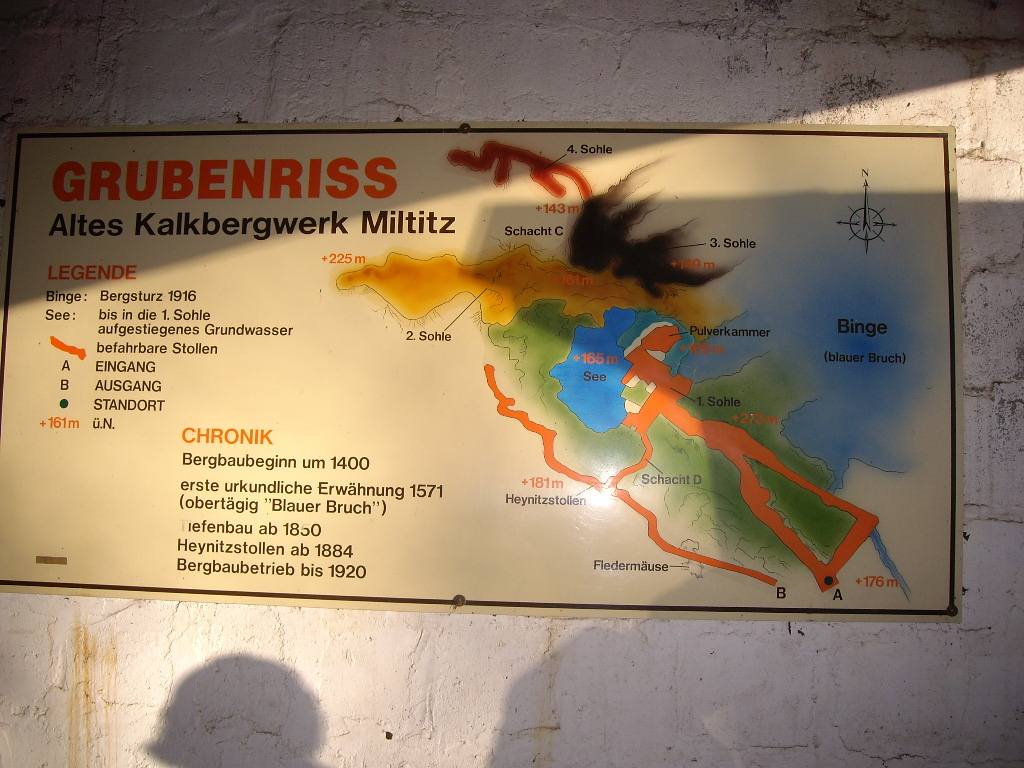
Informatiepaneel kalksteengroeve bij Miltitz
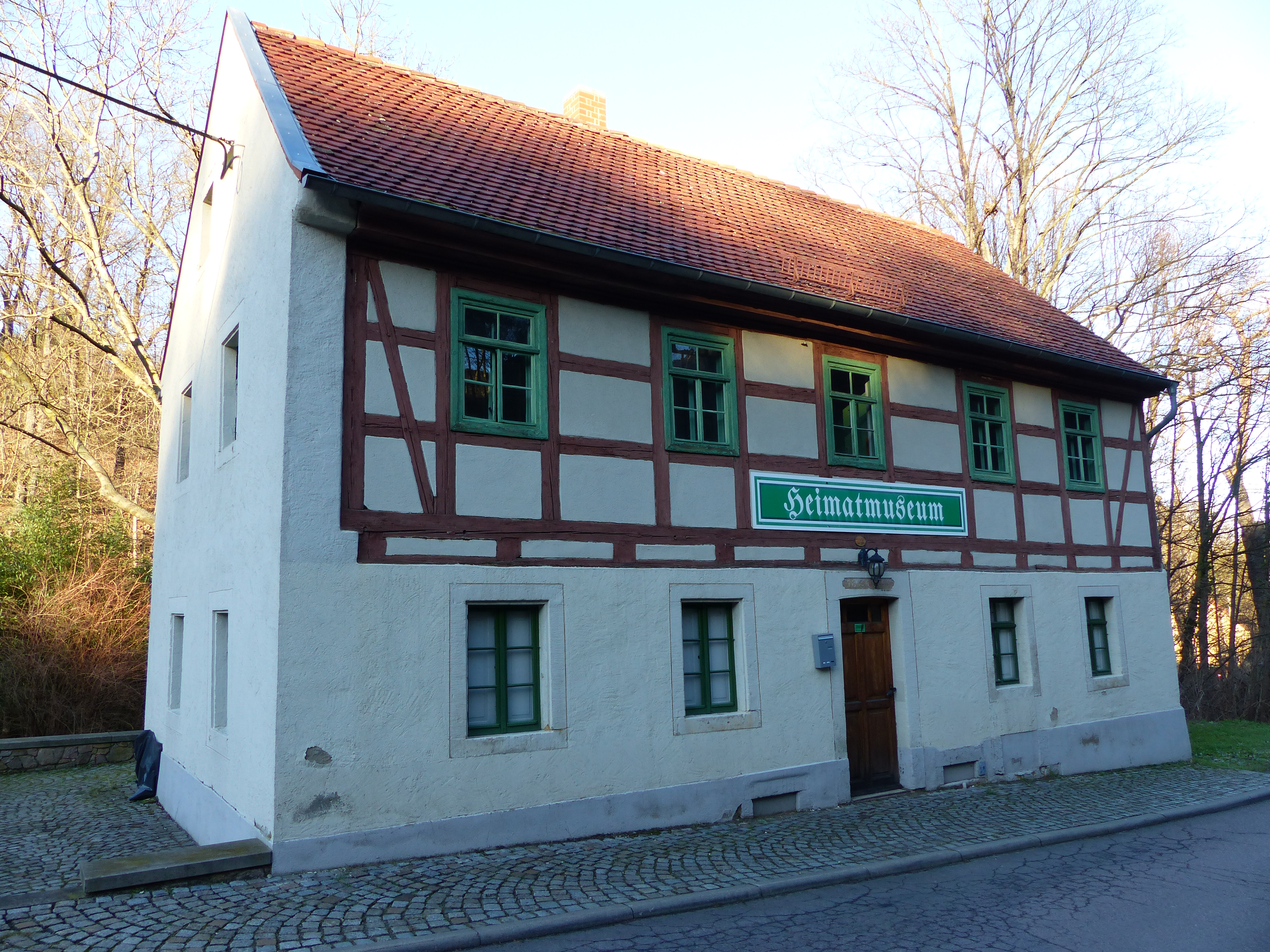
Voormalig mijnwerkershuis (bouwjaar 1848) nu dorpsmuseum van Schachtberg, een gehucht onder Scharfenberg
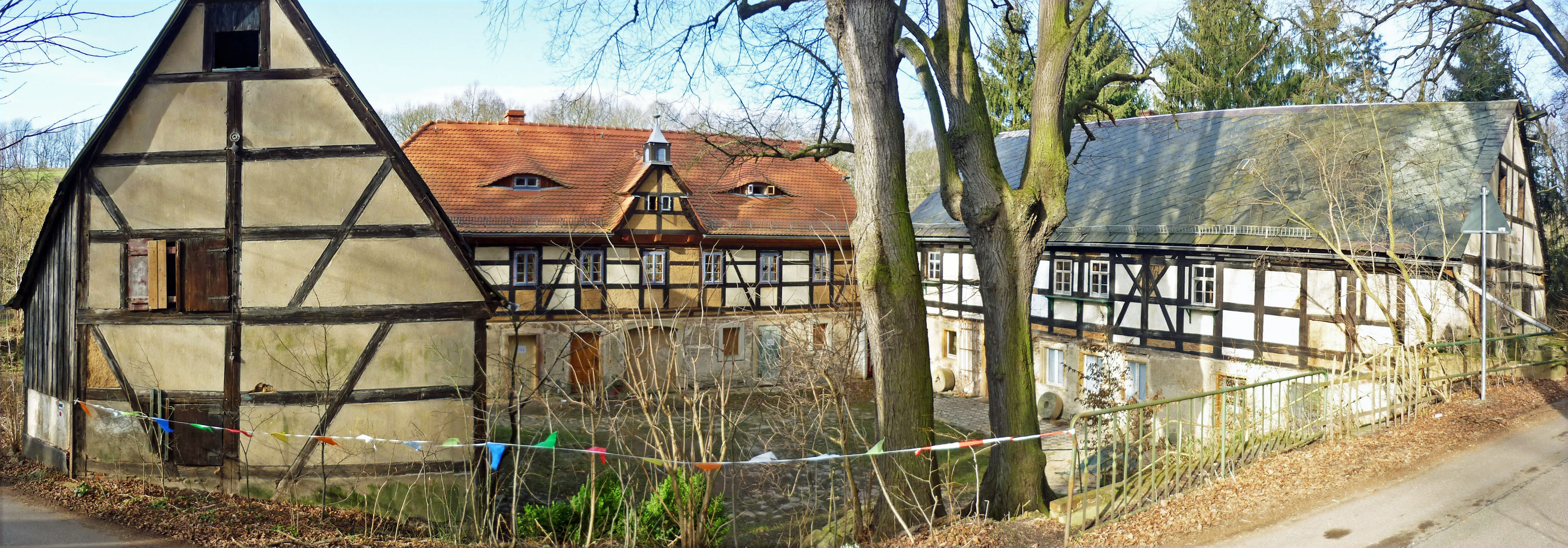
De Preiskermühle te Semmelsberg (bouwjaar: ged. 1723, ged. 1805)
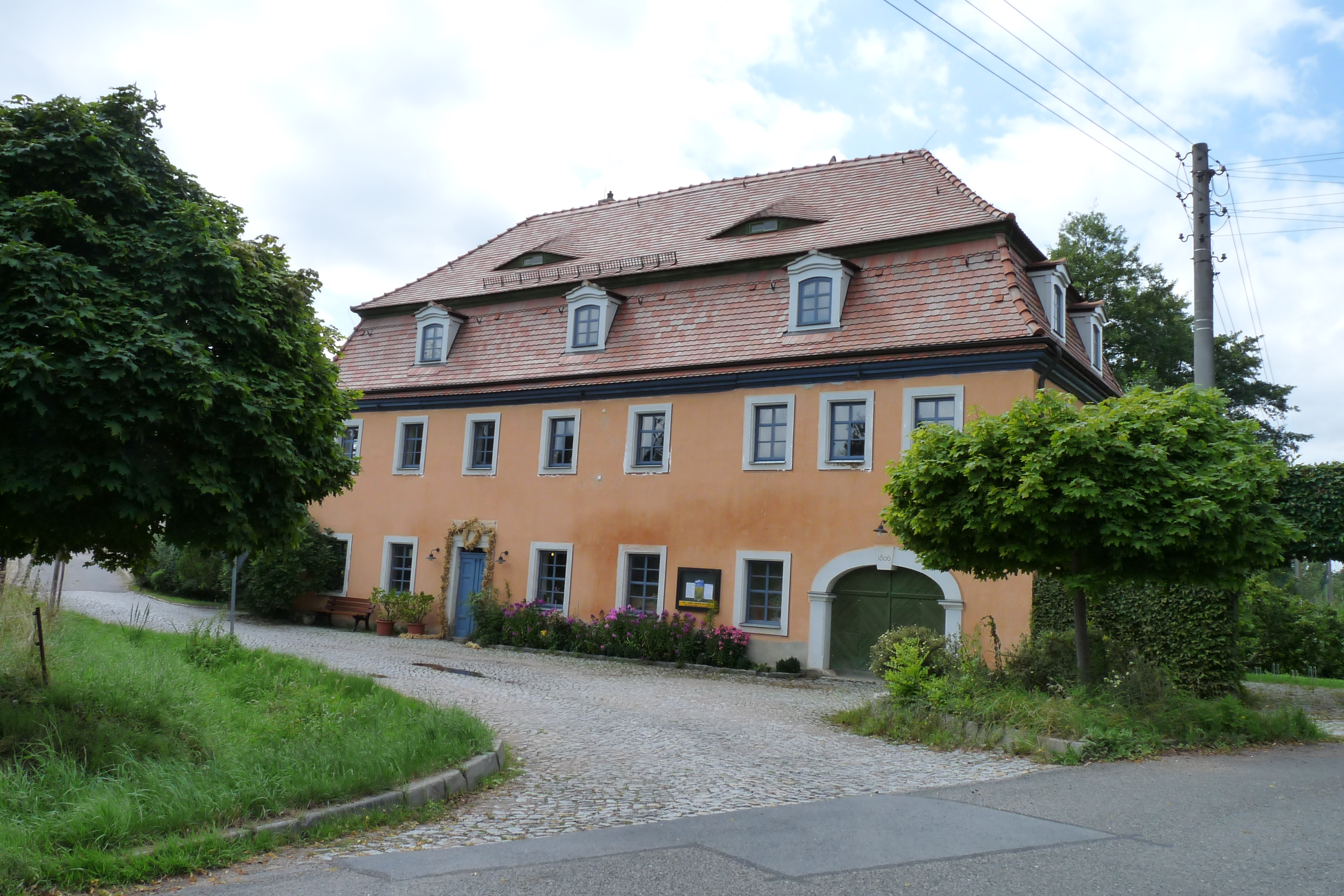
Voormalige school te Sora (1755)
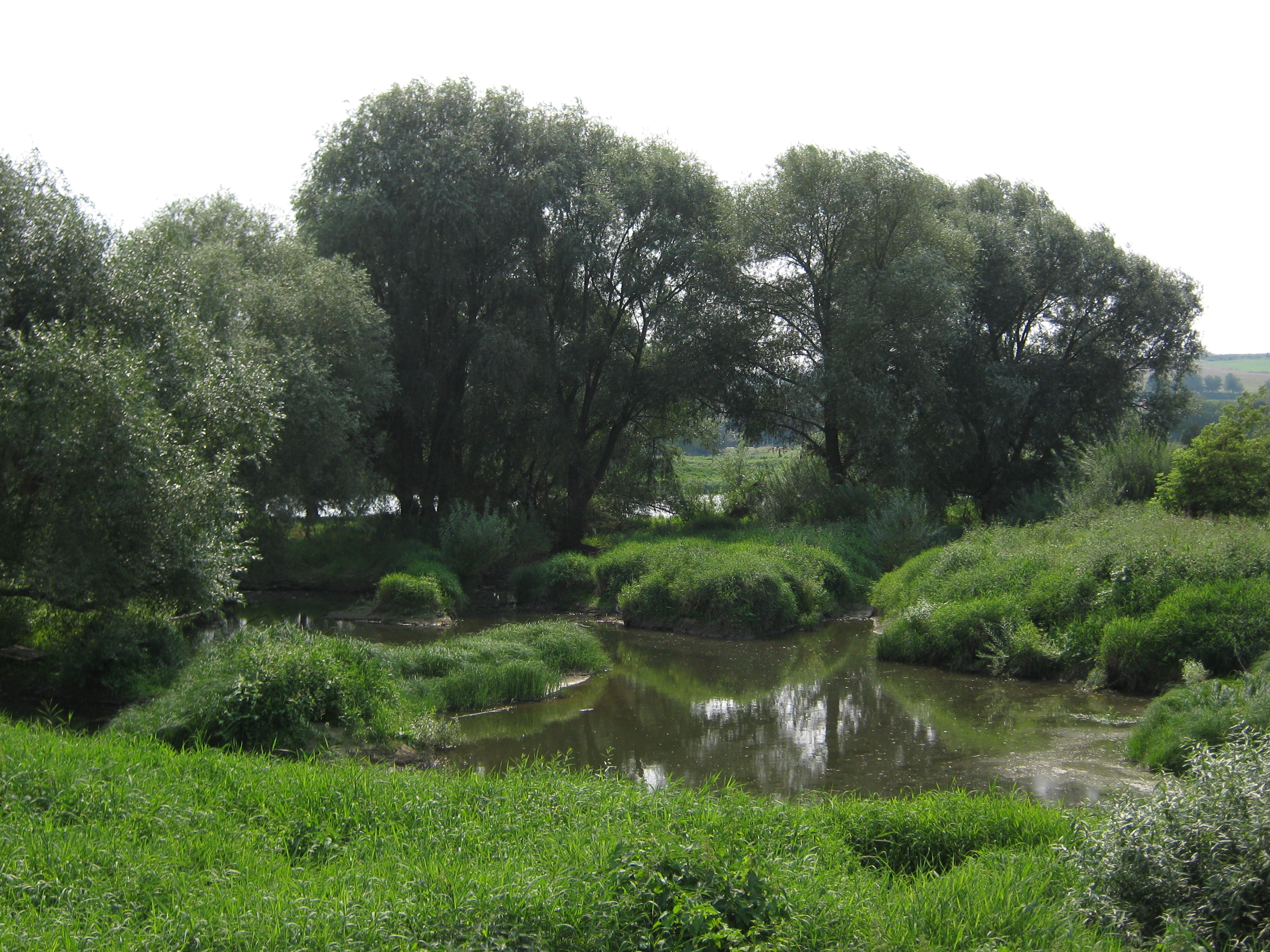
Natuurreservaat Gauernitzer_Elbinsel

## Partnergemeente
Klipphausen onderhoudt een jumelage met de Poolse gemeente Czajków.

## Belangrijke personen in relatie tot de gemeente
- Julius Adolph Stöckhardt of Stoeckhardt (geb. 4 januari 1809 in Röhrsdorf; overl. 1 juni 1886 in Tharandt), chemicus; in de periode 1850-1875 bekend, doordat hij de werking van kunstmest e.d. op begrijpelijke manier aan boeren in het veld wist uit te leggen; hij schreef hierover ook boeken in voor niet-wetenschappers begrijpelijke taal.
- Peter Schreier (Meißen, 29 juli 1935 - Dresden, 25 december 2019), beroemd zanger van klassiek repertoire (tenor) en dirigent; groeide op te Constappel bij Gauernitz
- Leden van het adellijke geslacht Reuss-Köstritz; zie voor stambomen ook onder Huis Reuss:
  - Auguste van Reuß-Schleitz-Köstritz (Klipphausen, 26 mei 1822 — Schwerin, 3 maart 1862), prinses en door huwelijk groothertogin van Mecklenburg-Schwerin
  - Hendrik VII Reuss-Köstritz (Klipphausen, 14 juli 1825 — Trzebiechów , 2 mei 1906), Duits diplomaat
- Wulf Kirsten (geb. 21 juni 1934 in Klipphausen, overl. 14 december 2022 in Bad Berka), één van de beroemdste literaire persoonlijkheden van de voormalige DDR; zijn ietwat moeilijk te doorgronden gedichten en prozawerken, o.a. over de invloed van de mens op het landschap, werden al in de jaren-1980 ook in het Westen door literatuurcritici geprezen. Tamelijk veel van zijn werk is in het Engels en Frans vertaald. Hij ontving vele literatuurprijzen[11] en andere onderscheidingen. In 2019 is rondom Klipphausen een naar deze dichter genoemde wandelroute uitgezet.
- Dieter Wendisch (Gauernitz 1953), voormalig roeier, behaalde twee keer Olympisch goud.
- Anneli-Marie Riße (geb. 22 juni 1998; overl. 14 augustus 2015 in Lampersdorf), slachtoffer van een geruchtmakende ontvoering en moord; de daders zijn gearresteerd, en Anneli's moordenaar kreeg levenslange gevangenisstraf; haar ouders richtten daarna een stichting op ten bate van (familie van) slachtoffers van traumatische misdrijven; haar vader begon een wijngaard; de opbrengst van de roséwijn daarvandaan is grotendeels voor die stichting.